# Shingeki no Kyojin
Shingeki no Kyojin (進撃の巨人 lit. «Titán de ataque»?), también conocida como Ataque a los titanes en España y Ataque de los titanes en Hispanoamérica, es una serie de manga japonesa escrita e ilustrada por Hajime Isayama. El manga se publicó en septiembre de 2009 en la revista Bessatsu Shōnen Magazine de la editorial Kōdansha y fue difundida de forma mensual hasta abril de 2021 con un total de 139 capítulos y después de doce años de publicación mensual. El manga es distribuido en España por Norma Editorial, en Argentina por Ovni Press y en el resto de Hispanoamérica por Panini.
La historia gira en torno a Eren Jaeger, quien vive en un mundo ficticio donde la humanidad está al borde de la extinción a causa de unas criaturas humanoides llamadas «titanes», lo que obliga a los supervivientes a refugiarse en tres enormes murallas para protegerse. Eren, quien pierde a su madre a manos de los titanes, decide junto con sus amigos de la infancia unirse al ejército, con el objetivo de vengarse y destruir a dichos monstruos. Más adelante, descubre que posee la habilidad de transformarse en un titán con características especiales, lo que desencadenará toda una serie de acontecimientos que tendrán repercusión tanto en Eren como en quienes lo rodean.
La obra fue adaptada a una serie de anime dirigida por Tetsurō Araki y producida por Wit Studio, en colaboración con Production I.G. Fue emitida por la cadena televisiva Mainichi Broadcasting System (MBS)  desde abril a septiembre de 2013 con un total de veinticinco episodios. Cuatro años después, se transmitió la segunda temporada de doce episodios en 2017. La tercera temporada se emitió en dos partes: la primera parte entre junio y octubre de 2018 y la segunda entre mayo y junio de 2019. En 2020 se anunció la producción de la cuarta y última temporada, la cual estuvo a cargo del estudio MAPPA, dividida en tres partes: la primera parte se emitió entre diciembre de 2020 hasta marzo de 2021; la segunda desde enero hasta abril de 2022; finalmente la tercera y última parte se dividió en dos segmentos, a manera de especiales, los cuales se emitieron el 3 de marzo y el 4 de noviembre del 2023, respectivamente.
Desde su publicación, Shingeki no Kyojin se convirtió en un éxito comercial tanto en Japón como en el resto del mundo. Alcanzó las cien millones de unidades vendidas a finales de 2019, mientras que su adaptación al anime obtuvo altos números de audiencia en todo el mundo. Tanto el manga como el anime recibieron diversos premios y reconocimientos. También se realizaron productos derivados como novelas ligeras, videojuegos, OVAS, dos películas de imagen real, parodias y una producción a cargo de Warner Bros aún sin confirmar fecha de lanzamiento. 

## Argumento
La historia está ambientada en la isla «Paradis», ubicada al noreste del país de «Marley», en donde Eren Jaeger vive con su familia; con su hermana adoptiva, Mikasa Ackerman; y con su mejor amigo, Armin Arlert. Su pueblo colinda con la «muralla María», la más externa del Reino de las «tres murallas». Estas enormes murallas fueron construidas cien años atrás, con el fin de protegerse de los «titanes», criaturas de entre tres y sesenta metros de alto que casi aniquilaron a la humanidad. Además de su gran tamaño, los titanes se caracterizan por su estructura corporal parecida a la de los humanos, a quienes devoran de forma instintiva, y la única manera conocida de matarlos es cortándoles la nuca.
La población humana ha sido capaz de vivir en una paz incómoda dentro de las murallas hasta el día en que aparece un titán de sesenta metros, que puede asomar la cabeza por la muralla María y que de una patada logra crear una grieta en la misma. Esto permite la entrada de titanes más pequeños a la ciudad y provoca la evacuación masiva de toda la población superviviente hacia el interior de la muralla intermedia, «Rose». Durante dicho ataque, Eren observa aterrado cómo su madre, Carla, es devorada por un titán mientras que su padre, Grisha, ha desaparecido de forma extraña, lo que lo deja con Mikasa y Armin como sus únicos compañeros. Eren jura vengar la muerte de su madre y la pérdida de su ciudad, por lo que se enlista en el «Ejército de las Murallas» junto con sus amigos.
Cinco años después, los tres jóvenes se gradúan de cadetes en el «Distrito de Trost» (トロスト区  Torosuto-ku?), situado a las afueras de la muralla Rose. Un día, frente a Eren y sus compañeros del ejército aparece el mismo titán gigantesco que devastó su hogar, ahora dispuesto a destruir la muralla Rose, y la pesadilla vuelve a repetirse. En medio del combate, Eren es devorado por un titán mientras rescata la vida de Armin. En otro lugar, Mikasa lucha por sobrevivir hasta que es salvada por un titán musculoso y atípico que ayuda a los humanos a ganar la batalla en Trost, solo para descubrir que es Eren quien se transformó en ese titán, para sorpresa de todos. Algunos, como los nobles, el clero y la Policía Militar, lo consideran una amenaza, mientras que la Legión de Exploración ven a esta habilidad como una oportunidad de salvar a la humanidad y vencer a los titanes. En consecuencia, Eren se somete a un juicio militar, en el que se determina que se una a la Legión de Exploración en el «escuadrón de operaciones especiales» bajo el mando y supervisión directa del capitán Levi.
Conforme avanza la historia, se revelan muchos misterios respecto a la habilidad de transformación de Eren, cuyo poder obtuvo gracias a su padre; el motivo por el que lo adquirió; y el hecho de que no es el único humano que posee dicha capacidad. Se descubre también la procedencia y origen de los titanes —mediante la historia de Ymir Fritz—, la revelación de sus verdaderos enemigos —como la nación de Marley y el mundo entero— y de las decisiones que Eren deberá tomar respecto al futuro de la humanidad, el de sus amigos y el suyo.

## Trasfondo
La historia de Shingeki no Kyojin transcurre en un mundo alternativo cuyo periodo tiene similitudes con la Edad Media —aunque con elementos y tecnología de la Revolución Industrial―. Tiempo atrás, unas criaturas gigantes humanoides conocidas como «titanes» (巨人 Kyojin?) aparecieron y casi aniquilaron a toda la humanidad. Los sobrevivientes se refugiaron dentro de tres enormes murallas de más de cincuenta metros de altura. La pared externa se llama «muralla María» (ウォール・マリア Wōru Maria?); la intermedia, «Rose» (ウォール・ローゼ  Wōru Rōze?); y la interna, «Sina» (ウォール・シーナ  Wōru Shīna?). En el centro de este complejo, diseñado para impedir la exterminación de la civilización humana, se encuentra la capital del reino, «Mitras» (ミットラス王都  Mittorasu-Ōto?). Dentro de los muros, la humanidad vivió una paz incómoda hasta el comienzo de la historia, con la aparición de un titán de sesenta metros de altura que ataca parte de la muralla María, lo que permite la entrada de otros titanes menores, quienes destruyen la ciudad y matan a millares de personas ―incluyendo a la madre de Eren―. Los supervivientes son evacuados al interior de la segunda muralla. Por la pérdida de la Muralla María y parte de su territorio, la población sufre de una escasez de alimentos, hasta el punto en que el gobierno decide sacrificar una parte de los refugiados en una misión suicida contra los titanes. Cinco años después, la Legión de Exploración ―con la ayuda de los poderes de Eren convertido en titán― consiguen detener el avance de los titanes y, finalmente, recuperar la muralla María.

### Titanes

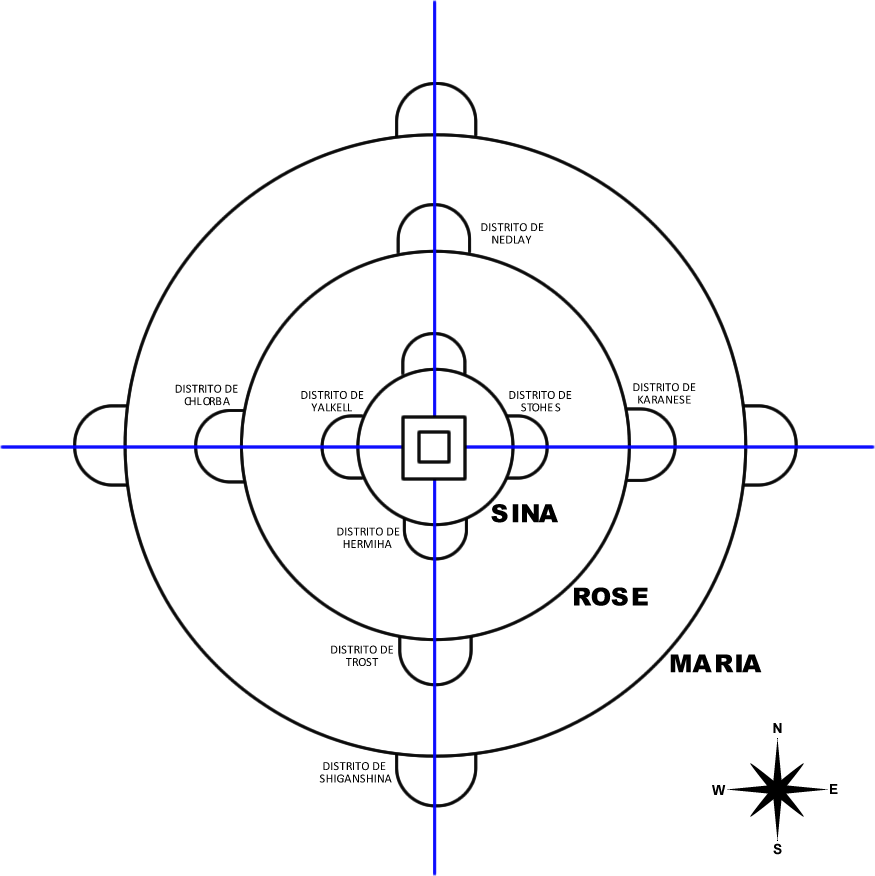
Diagrama de la organización de las tres murallas.

Los titanes (巨人 Kyojin?) son criaturas que se asemejan mucho a los seres humanos, ya que son bípedas, con casi la misma característica de sus miembros y funciones del cuerpo, a excepción de las partes reproductivas. Desde el punto de vista humano, la mayoría cuenta con dimensiones deformes en mayor o menor grado, que van desde anormalidades leves hasta desproporciones notorias. Tienen una estatura de entre tres y sesenta metros de alto, con una estructura corporal parecida a la de los humanos. Aunque aparentan no necesitar comida, instintivamente atacan y comen humanos a primera vista. Funcionan con energía solar, están compuestos de vapor de agua y su único punto débil conocido es la nuca.
Existen dos tipos de titanes: los «normales» y los «cambiantes», estos últimos con poderes y habilidades que potencian su nivel de ataque y resistencia. Los primeros son personas de raza eldiana que fueron convertidos en titanes por la fuerza a través de un suero inyectado por el gobierno de Marley, y no tienen la capacidad de volver a ser humanos por voluntad propia. En cambio, los cambiantes son aquellos eldianos que adquieran uno de los nueve poderes, que les permite transformarse en titanes con capacidades únicas. A diferencia de los titanes normales, poseen una fuerza mayor así como diversas habilidades específicas, y otras de manera general como la capacidad de volver a ser humanos, la regeneración en su cuerpo y la herencia de memorias de los anteriores portadores. La obtención de dicho poder tiene un costo para el portador, ya que desde entonces está sometido a la «maldición de Ymir» (ユミルの呪い Yumiro no Noroi?), que consiste en reducir el tiempo de vida a trece años a partir de la adquisición. Todos cuentan con un único punto débil, ubicado en la nuca.
Existen nueve titanes cambiantes: el «titán de ataque» (進撃の巨人 Shingeki no Kyojin?), el «titán acorazado» (鎧の巨人  Yoroi no Kyojin)?), el «titán colosal» (超大型巨人  Chō ōgata Kyojin?), la «titán femenina» (女型の巨人  Megata no Kyojin?), el «titán mandíbula» (顎の巨人  Agito no Kyojin?), el «titán carreta» (車力の巨人  Shariki no Kyojin?), el «titán bestia» (獣の巨人 Kemono no Kyojin?), el «titán martillo de guerra» (戦槌の巨人 Sentsui no Kyojin?) y el «titán fundador» (始祖の巨人 Shiso no Kyojin?). Este último es el más fuerte de todos, pero su poder solo puede ser utilizado por aquellos individuos que pertenezcan a la familia Fritz.
Para combatir a los monstruos, las Fuerzas Armadas de la humanidad se dividen en tres ramas. En primer lugar se encuentra el «Cuerpo de Exploración» (調査兵団 Chōsa Heidan?), también conocida como la «Legión de Reconocimiento», encargados de explorar más allá de las murallas con el objetivo de recuperar territorio. Dicho cuerpo es muy criticado y ridiculizado en la sociedad debido a la gran cantidad de pérdidas humanas que sufre y el poco progreso que logran. La segunda y más grande rama es el «Regimiento de guarnición» (駐屯兵団 Chūton Heidan?), también conocida como las «Tropas estacionarias», que protegen las murallas y a la población civil. La tercera rama es la «Policía militar» (憲兵団 Kenpeidan?), quienes protegen a la familia real y a los ciudadanos de la capital, aunque son vistos como corruptos e incompetentes. Como arma principal, los soldados usan un sistema de amarre y sujeción llamado «Equipo de maniobras tridimensionales» (立体機動装置 Rittai Kidō Sōchi?), que les permite alcanzar grandes alturas utilizando las paredes de las murallas, los árboles o edificios cercanos, con el fin de alcanzar la nuca de los titanes. Están armados con dos espadas en forma de cuchillas y usan gas como combustible. A pesar de ser el arma principal, tanto ofensiva y defensiva, es inútil en terrenos abiertos y planos, como el campo o las llanuras.

### Eldia y Marley

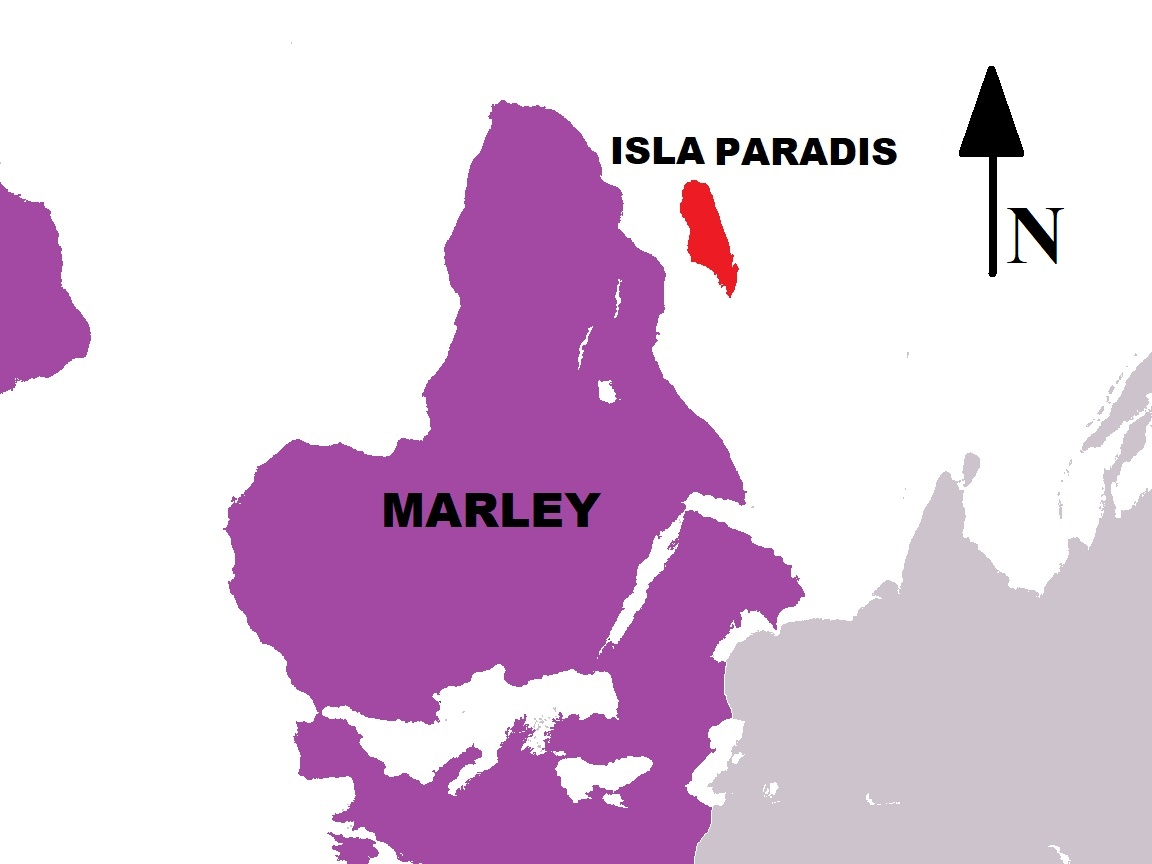
Mapa del mundo ficticio de Shingeki no Kyojin. En rojo se observa la isla Paradis, en donde se ubica el reino de las murallas, hogar de Eren y la mayoría de sus compañeros. En morado, se observa el imperio de Marley. Para dicho mundo, Isayama se inspiró en el mundo real, siendo la isla Paradis un símil de la isla de Madagascar, y Marley un símil de África y parte de Europa.

Más adelante, se revela que los titanes fueron creados 1820 años antes del inicio de la historia, cuando una joven llamada Ymir Fritz ( ユミル・フリッツ  Yumiru Furittsu?), quien en un principio fue una esclava de la tribu de los eldianos, encontró la «fuente de toda vida orgánica» y se convirtió en el primer titán de la historia al obtener el poder del «titán fundador». El jefe de aquella tribu, quien se convirtió en el primer rey Fritz, comenzó a utilizar a los poderes de Ymir ―a quien tomó como concubina― para hacer prosperar a su pueblo y conquistar a las otras naciones. Cuando Ymir murió, sus poderes se dividieron, primero entre sus tres hijas y sucesivamente en nueve partes, una de las cuales es el titán fundador de Ymir, el cual sería aprovechado para extender el territorio eldiano hasta formar un imperio.
La familia Fritz gobernó el mundo conocido hasta la época del 145.º Rey de Eldia llamado Karl Fritz (カール・フリッツ Kāru Furittsu?), quien después de una gran guerra decidió terminar con el imperio, llevando a gran parte de su gente a una isla llamada «Paradis» (パラディ島 Paradi-tō?). Sin embargo, no todos los eldianos pudieron —o quisieron— irse con él, y muchos se quedaron en el continente, solo para ser sometidos por el recién creado imperio de «Marley» (マーレ Māre?). Los eldianos rezagados fueron enviados a vivir en guetos, al ser considerados personas de segunda clase, y luego utilizados como armas tras ser convertidos en titanes mediante inyecciones a su torrente sanguíneo. De estos eldianos descienden los personajes de Reiner Braun, Bertolt Hoover y Annie Leonhart, quienes se unieron a las Fuerzas Armadas de Marley en la división de los «guerreros» (戦士隊  Senshi-tai?) y heredaron el poder de los titanes cambiantes, o Ymir, quien adquirió su poder titán de otra manera.
Una vez que llegó a Paradis, Karl Fritz utilizó el poder del titán fundador, también conocido como «la coordenada» (座標 Zahyō?), y levantó tres grandes murallas con la ayuda de titanes colosales, para después borrar la memoria en la mayoría de sus habitantes. Fritz fundó el «Reino de las Murallas» con el supuesto objetivo de «protegerlos de los males externos» y evitar que abandonaran las murallas al inventar la existencia de titanes en el exterior. Fritz permaneció como rey de las murallas y cambió el apellido de su familia a «Reiss», cuyos descendientes gobernaron desde las sombras con el poder del titán fundador. Durante la caída de Shiganshina, Grisha Jaeger —un eldiano que escapó de Marley y vivió de incógnito dentro de las murallas— logró robar el poder del titán fundador de los Reiss, para más adelante —y a costa de su vida— transferirlo a su hijo Eren.

## Personajes principales

### Protagonistas
- Eren Yeager (エレン・イェーガー  Eren Yēgā?)

Protagonista de la historia e hijo de Grisha y Carla Jaeger. Es una persona testaruda e impulsiva, pero con un fuerte sentido de lealtad y deseo de proteger y cuidar a sus seres queridos. Tras perder a su madre a manos de los titanes, se une al ejército con el único propósito de vengarse, pero cuando descubre sus poderes de titán, decide usarlos en defensa de la humanidad. Se graduó en quinto lugar de la promoción de la Tropa de Reclutas N.º 104 y posteriormente se unió a la Cuerpo de Exploración. Eren posee las habilidades del titán de ataque, el titán fundador ―ambos adquiridos de su padre― y el titán martillo de guerra, que obtuvo en el ataque a Marley. En la adaptación japonesa su seiyū es Yūki Kaji, mientras que en el doblaje español es Jaume Aguiló y en el hispanoamericano es Miguel Ángel Leal.
- Mikasa Ackerman (ミカサ・アッカーマン Mikasa Akkāman?)

Es la hermana adoptiva de Eren, con quien mantiene un fuerte vínculo desde que la salvó de unos secuestradores que mataron a sus padres y pretendían venderla como esclava, lo que contribuyó a un cambio radical en su personalidad, al volverse más reservada y menos alegre. Después de la caída de Shiganshina decidió, junto con Eren y Armin, unirse al ejército, donde se graduó primera en la Tropa de Reclutas N.º 104 debido a sus grandes habilidades. Posteriormente, se unió al Cuerpo de Exploración para combatir a los titanes con el objetivo de proteger a su hermano adoptivo. Más adelante, participó en el ataque a Marley, pero se muestra decepcionada por el cambio de actitud de Eren. En la adaptación japonesa su seiyū es Yui Ishikawa, en el doblaje español es Laura Prats, mientras que en Hispanoamérica es interpretada por Ana Lobo.
- Armin Arlert (アルミン・アルレルト Arumin Arureruto?)

Es un amigo de la infancia de Eren y de Mikasa. Físicamente es más débil que el resto de sus compañeros, pero demuestra una gran inteligencia a través de su capacidad estratégica y soluciones rápidas cuando la situación lo amerita. Se graduó en la Tropa de Reclutas N.º 104 y más tarde se unió al Cuerpo de Exploración. Durante la batalla para retomar la muralla María, casi muere al ser quemado con el vapor emitido por Bertoldt Hoover en su forma de titán colosal. Para salvarlo, se le inyectó un suero que lo transformó en titán común y terminó por devorar con vida a Bertoldt, por lo que se convirtió en el nuevo titán colosal. Más adelante participó en el ataque a Marley, a partir de lo que empieza cuestionar las acciones de Eren. En la adaptación japonesa su seiyū es Marina Inoue, mientras que en el doblaje español es Marc Gómez y el Hispanoamericano es Héctor Ireta de Alba.
- Christa Lenz (Historia Reiss) (クリスタ・レンズ (ヒストリア・レイス) Kurisuta Renzu (Hisutoria Reisu)?)

Es la hija ilegítima del noble Rod Reiss y única miembro de la familia real Reiss que sigue con vida. Se graduó décima en la Tropa de Reclutas N.º 104 y posteriormente se unió a la Legión de Exploración. Es una chica amable, dispuesta a hacer una buena acción sin importar el precio, aunque demuestra ser tímida y no saber cómo reaccionar en ciertas situaciones. Con la ayuda de sus amigos, quienes orquestan un golpe de Estado en el reino, se convierte en la nueva gobernante de las murallas, en donde gobierna con justicia y en favor de los más necesitados. En la adaptación japonesa su seiyū es Shiori Mikami, mientras que en el doblaje español es Mireia Fontich y en Hispanoamérica es Cristina Hernández.
- Levi Ackerman ( リーバイ　アッか－マン　Ribai Akkaman)

Es el capitán de la Legión de Exploración y se lo considera «el soldado más fuerte de la humanidad», debido a sus grandes habilidades para matar titanes. Siente un gran respeto por la disciplina y tiene carácter firme, ideas claras y personalidad seria, además de gran fidelidad y respeto a su comandante, Erwin Smith. Antes de unirse a la Legión de Exploración, era un delincuente famoso en la zona subterránea de la capital, pero fue rescatado por su tío, Kenny, quien lo entrenó y le enseñó a sobrevivir en ese mundo tan cruel. En la adaptación japonesa su seiyū es Hiroshi Kamiya, mientras que en el doblaje español es Héctor García y en el Hispanoamericano es Alfredo Gabriel Basurto.
- Hange Zoë (ハンジ・ゾエ  Hanji Zoe?)

Fue la 14.º comandante de la Legión de Exploración, quien sucedió a Erwin Smith después que este muriera en la batalla por recuperar la muralla María. Es una persona muy apasionada por su trabajo, el cual consiste en investigar a los titanes, además de tener una personalidad hiperactiva y curiosa, para irritación de Levi. También, es una experta combatiente capaz de vencer a un titán sin mayores problemas, además de poseer grandes habilidades de análisis durante situaciones difíciles que le valieron su puesto de líder de la Legión. Sin embargo, después del ataque a Marley, se considera incapaz de entender las acciones de Eren. En la adaptación japonesa su seiyū es Romi Park, en el doblaje español Pepa Pallares, mientras que en Hispanoamérica es Rossy Aguirre.
- Falco Grice (ファルコ・グライス Faruko Guraisu?)

Es un eldiano que vivía en la zona de internamiento de Liberio quien, junto con Gabi Braun, protagoniza la temporada final del anime. Al igual que su hermano mayor, Colt, es un candidato a guerrero que busca adquirir el titán acorazado de Reiner. Es un joven amable y reflexivo que está enamorado de Gabi, a quien busca proteger de la maldición de Ymir. Fue indirectamente responsable del ataque de Eren a Marley, al ser engañado por este. En la adaptación japonesa su seiyū es Natsuki Hanae, y en el doblaje hispanoamericano es Diego Becerril.
- Gabi Braun (ガビ・ブラウン  Gabi Buraun?)

Es una eldiana que vivía en la zona de internamiento de Liberio en Marley, prima de Reiner Braun. Es protagonista de la temporada final del anime junto con Falco Grice, quien está enamorado de ella. Como candidata a guerrera, posee una personalidad explosiva, un fuerte sentido de patriotismo y, gracias a la propaganda de Marley, un odio virulento hacia los eldianos de la isla Paradis. Sobrevive al ataque de Liberio realizado por Eren y es capturada junto con Falco después de matar a Sasha Braus. Una vez que llega a Paradis, empieza a cuestionar su forma de pensar. En la adaptación japonesa su seiyū es Ayane Sakura, y en el doblaje hispanoamericano es Danann Galván.

### Antagonistas
- Reiner Braun (ライナー・ブラウン Rainā Buraun?)

Nacido y criado en Liberio, ubicado en Marley, es hijo ilegítimo de una mujer eldiana y un padre marleyano. Reiner era un joven tranquilo pero al mismo tiempo muy impulsivo, y se unió al programa de guerreros con la esperanza de que su padre pudiese vivir con él y su madre. En el año 845, se infiltró en la isla Paradis junto con Annie Leonhart, Bertolt Hoover y Marcel Galliard, con el objetivo de recuperar al titán fundador y devolverlo a Marley. Se graduó segundo en la promoción de la Tropa de Reclutas N.º 104 y posteriormente se unió a la Legión de Reconocimiento. Durante el transcurso del manga, sufre una crisis de identidad debido a sus acciones pasadas. En la adaptación japonesa su seiyū es Yoshimasa Hosoya, mientras que en el doblaje al español Víctor Velascos y en el hispanoamericano es Alfonso Obregón.
- Annie Leonhart (アニ・レオンハート  Ani Reonhāto?)

Nacida en Liberio, es una muchacha de baja estatura y buena condición física. Se le considera una chica solitaria con poco o nulo deseo de socializar con los demás. Se graduó en cuarto lugar en la Tropa de Reclutas N.º 104 y fue la única de su promoción que optó por unirse a la Policía Militar. Annie destaca por su destreza en el uso del equipo de maniobras tridimensionales y por su combate cuerpo a cuerpo, lo que deja fascinado a Eren. Al igual que Reiner y Bertholdt, es un titán cambiante que usa sus habilidades de lucha para vencer a todo oponente. En la adaptación japonesa su seiyū es Shimamura Yu, en el doblaje español es Marta Moreno, mientras que en Hispanoamérica, Georgina Sánchez le pone su voz.
- Bertholdt Hoover (ベルトルト・フーバー  Berutoruto Fūbā?)

Nació en el país Marley y era amigo de la infancia y compañero de Reiner, quien lo acompañaba en cada misión. Era tranquilo, tímido y reservado. Carente de iniciativa propia, se consideraba a sí mismo un «cobarde». Se graduó tercero de su promoción en la Tropa de Reclutas N.º 104 y posteriormente se unió a la Legión de Exploración. Junto con Reiner y Annie, poseía la habilidad de transformarse en un titán cambiante. Durante la batalla para recuperar la Muralla María, es vencido y devorado por Armin Arlet, quien adquiere su poder. En la adaptación japonesa su seiyū es Tomohisa Hashizume, mientras que en el doblaje español es Pau Ferrer y en el hispanoamericano es Yamil Atala.
- Kenny Ackerman  (ケニー・アッカーマン隊長 Kenii Akkaaman?)

Antiguo asesino y tío de Levi, a quien cuidó durante su niñez después de que su madre muriera. Fue capitán del Escuadrón de Supresión Anti-Humanos de la división Central de la Policía militar y, junto con Rod Reiss, ejerció de antagonista en la tercera temporada. Fingió ser la mano derecha de Reiss cuando su verdadero objetivo era devorar a Eren y obtener sus poderes. En la adaptación japonesa su seiyū es Kazuhiro Yamaji, mientras que en el doblaje español es Josep Manel Casany y en el hispanoamericano es Gerardo Reyero.
- Zeke Jaeger (ジーク・イェーガー   Jiiku Yēgā?)

Es el Jefe de Guerra (戦士帳 Senshi-chō?) de Marley y líder de los guerreros eldianos, que sirven al gobierno de ese país con el propósito de recuperar la «Coordenada» y eliminar a los eldianos que habitan dentro de las murallas. Durante la mayor parte de su vida pareció mostrar una completa lealtad a Marley, hasta el punto de entregar a sus padres a las autoridades de Seguridad Pública luego de que estos lo infiltraran en el programa de guerreros con el propósito de obtener al titán fundador para los restauradores de Eldia. Sin embargo, su verdadero objetivo es diferente y se muestra dispuesto a traicionar a Marley para cumplirlo. Tiene un carácter frío, cruel, despiadado y sarcástico, aunque no necesariamente sádico. En la adaptación japonesa su seiyū es Takehito Koyasu, en el doblaje español es Germán Guijón del Valle y en el hispanoamericano es Ricardo Brust.
- Rod Reiss  (ロッド・レイス Roddo Reisu?)

Fue el padre de Historia Reiss, gobernante de facto del reino de las murallas ―en donde ejercía toda la influencia y poder político desde las sombras― y principal antagonista de la tercera temporada del anime. Su objetivo era recuperar el poder del titán fundador robado por Grisha Jaeger, el cual se encontraba dentro de Eren. Para ello, intentó convencer a su hija Historia para que devorara a Eren y recuperara dicho poder para su familia. Tras fallar en su objetivo, se transformó en un titán gigantesco de 120 metros, aunque finalmente fue vencido y asesinado por su hija. En la adaptación japonesa su seiyū es Yusaku Yara, en el doblaje español es Edu Borja y en el hispanoamericano es Pedro D'Aguillón Jr.

## Producción

### Origen

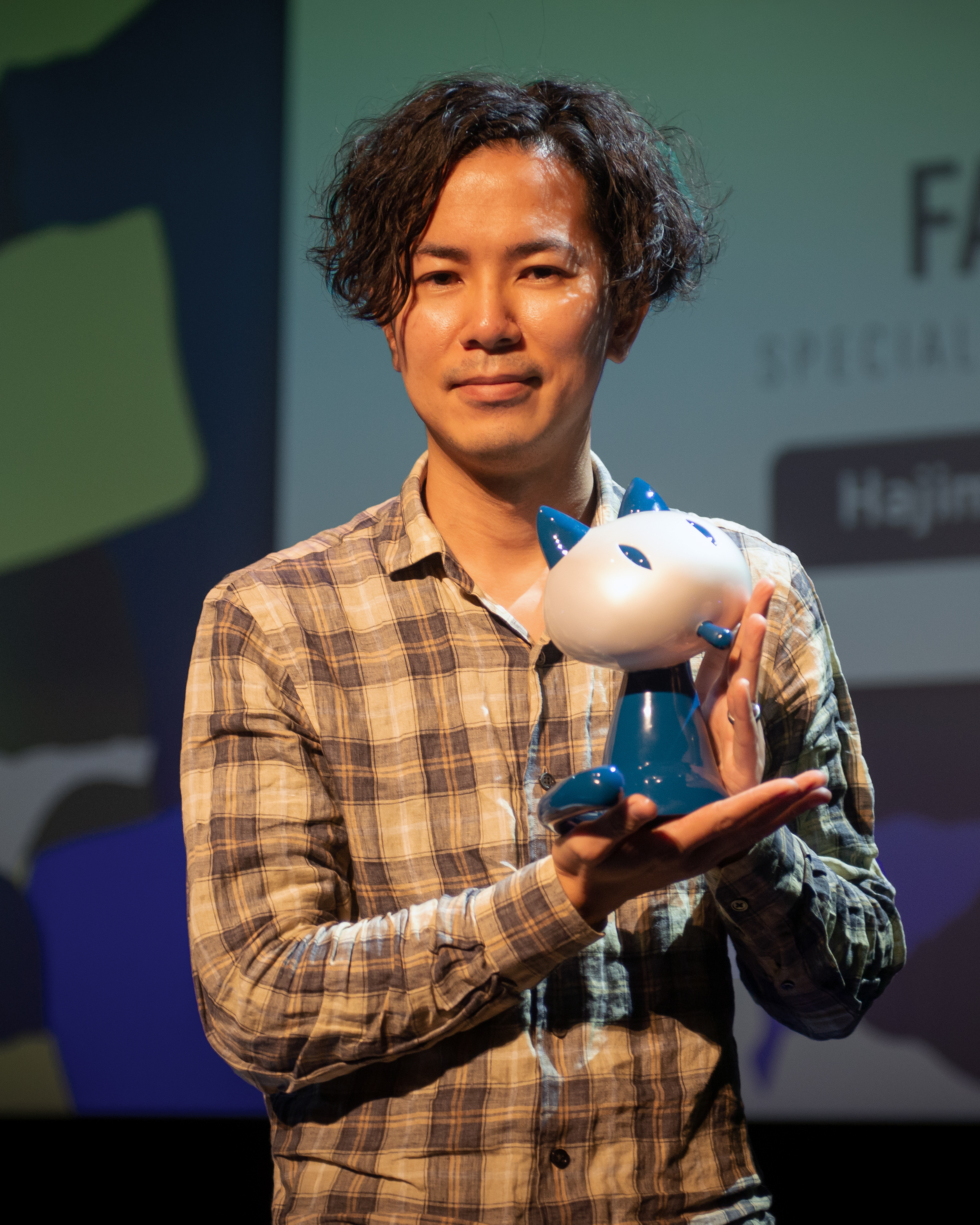
Hajime Isayama, creador de Shingeki no Kyojin.

En 2006, Hajime Isayama escribió un one-shot de 65 páginas cuyo contenido difiere con la obra final en algunos aspectos, como el origen de los titanes y las características de los personajes. En una entrevista realizada con el medio japonés NHK en 2018, reveló que su fuente de inspiración provino de su ciudad natal, Hita (prefectura de Ōita), que está bordeada por murallas. En su niñez, el autor fantaseaba con la posibilidad de que hubiera monstruos más allá de las murallas. También, comentó que incluyó a los titanes porque los consideraba criaturas «repulsivas». En un principio presentó su obra a la Shūkan Shōnen Jump de Shueisha, pero estos consideraron que no se ajustaba a sus lineamientos editoriales y, para ser aprobada por la editorial, le sugirieron modificar la historia. El autor rechazó la propuesta y buscó otra editorial, hasta que logró publicarla en la revista Weekly Shōnen en Kodansha. Antes de que el manga comenzara a publicarse en 2009, ya había pensado los giros que se desarrollarían en el transcurso de la serie.
En una entrevista a la revista The Asahi Shinbun, Isayama declaró que, mientras trabajaba en un Cibercafé, se encontró con un cliente borracho que lo agarró por el cuello. Este incidente le mostró al mangaka sobre «el miedo de conocer a una persona con la que no me puedo comunicar», misma sensación que trasmiten los titanes.
Isayama también mencionó que calculaba su línea de tiempo mensual: una semana para el guion gráfico y tres semanas para ilustrar el capítulo. Planifica la historia de antemano e incluso marca en cuál de los volúmenes recopilados se revelará alguna «verdad». En septiembre de 2013, señaló que su objetivo era terminar la serie en 20 volúmenes. Inicialmente planteó dar a la historia una conclusión trágica similar a la adaptación cinematográfica de La niebla, donde cada personaje muere, pero descartó la posibilidad debido a la respuesta positiva de los seguidores y decidió cambiar el final para no decepcionar a la audiencia.

### Influencias

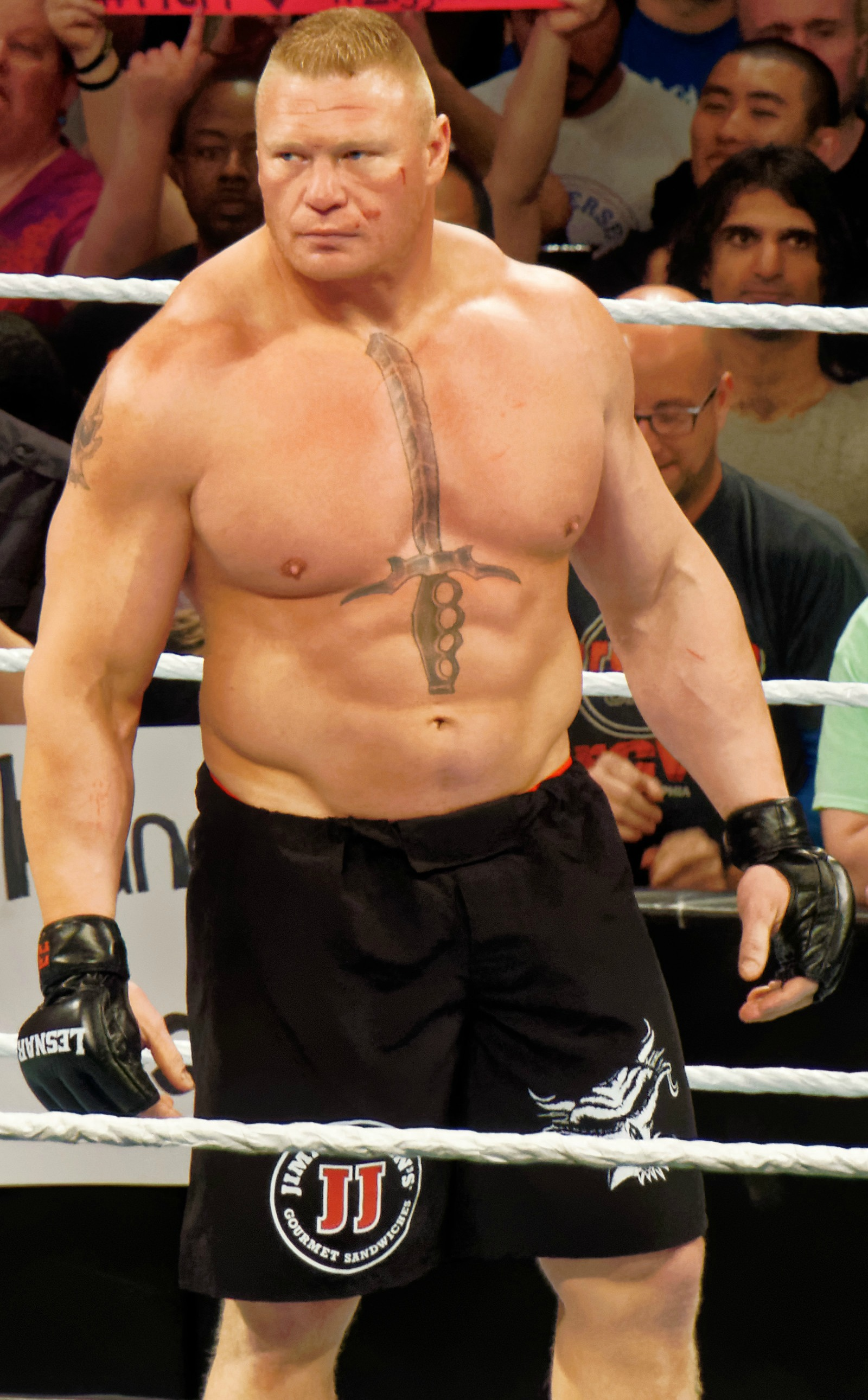
En la imagen se observa al luchador profesional Brock Lesnar, en el cual Isayama se inspiró para diseñar al «titán acorazado».

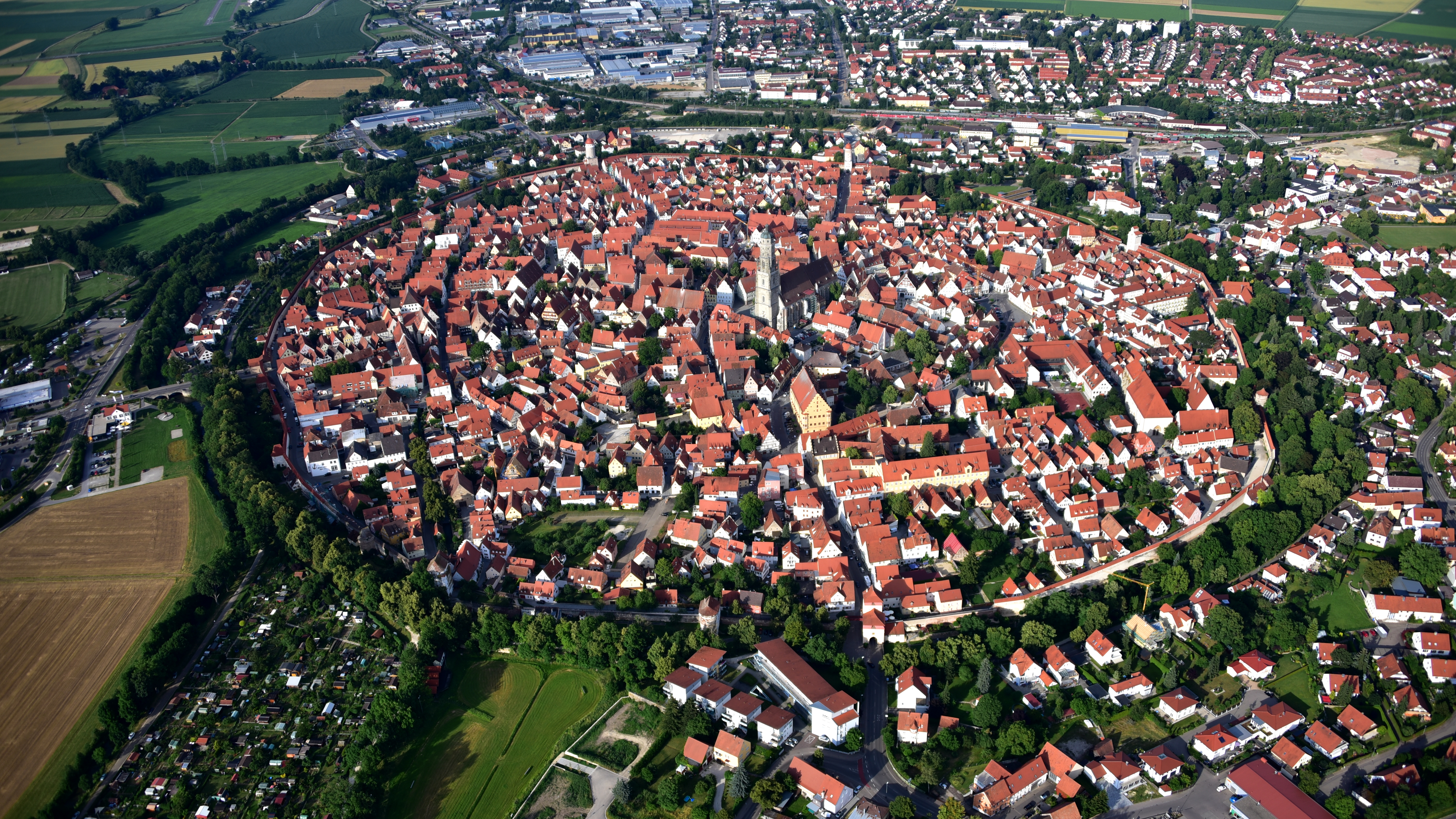
La ciudad Nördlingen, ubicada en Alemania, inspiró a Hajime Isayama para crear la ambientación del manga.

Isayama comentó que, al momento de diseñar la apariencia física de los titanes, se basó en la constitución física de algunas personas. Utilizó varios modelos, como el artista marcial Yushin Okami para la forma de titán de Eren Jeager y en Brock Lesnar para el titán blindado de Reiner Braun. George Wada, productor del anime, declaró que el «muro del miedo» (en referencia a los tres muros) estaba influenciado por «la naturaleza aislada y cerrada de la cultura japonesa». El autor mencionó que el mundo de Shingeki no Kyojin está inspirado en parte de la novela visual Muv-Luv Alternative, enfocada en seres alienígenas que invaden la Tierra, y en Project ARMS, por el formato y estilo del manga. Para el desarrollo de los personajes, Isayama tomó referencias de películas como Watchmen, Jurassic Park y Saving Private Ryan, en la saga de novelas ligeras de Zero no Tsukaima y en el manga Berserk. También involucró videojuegos como Mega Man Legends y Monster Hunter y películas de monstruos protagonizadas por Godzilla, Mothra y Gamera. Algunos analistas observaron que la estética de la obra podría haberse visto influenciada por el pintor Francisco de Goya.
En un episodio de Discovery of the World's Mysteries, programa documental de la cadena televisiva TBS, se mostró que la arquitectura de Nördlingen es muy similar a los muros que protegen a la humanidad en la serie, porque esta ciudad alemana se encuentra rodeada por una muralla y conserva un aspecto medieval. También se puede mencionar al Midgard de la mitología nórdica y al Tártaro (una prisión rodeada por una triple pared en la que los titanes están encarcelados) de la mitología griega como posibles fuentes de inspiración. Para la geografía del mundo de Shingeki no Kyojin, Isayama se basó en territorios del mundo real y utilizó un mapamundi invertido para las localizaciones; por ejemplo, representó a «Marley» con el continente de África y parte de Europa, mientras que para la isla «Paradis» se guio en Madagascar.

## Análisis y controversias
Desde su publicación, y enmarcado por su popularidad, el manga ha sido objeto de estudio sobre las influencias políticas, sociales y culturales que parece contener. Los sitios webs Women write about comics y Comicbook realizaron algunas comparaciones a la política de segregación de «Marley» contra los eldianos con la campaña antisemita de la Alemania nazi, principalmente por el hecho de que las comunidades judías eran confinadas por el Tercer Reich en guetos al igual que los eldianos. Desde la aparición de «Marley» y el concepto del pueblo eldiano, la obra ha sido señalada de tener un mensaje fascista y antisemita por diferentes analistas y lectores. Tom Speelman del sitio web Polygon criticó que el manga hacía apología al militarismo, fascismo y el antisemitismo por la forma en que representa a los eldianos y la similitud que estos tienen con los judíos. Por el contrario, John F. Trent, de Bounding in to Comics, publicó un artículo en el que defendió a la obra, al igual que lo hizo Dave Trumbore de Collider. Ambos analistas criticaron la postura de Polygon; el primero declaró que Speelman no tenía pruebas en sus afirmaciones y el segundo lo acusó de malinterpretar el mensaje del manga. Faiyaz Chowdhury de CBR.com declaró que el trasfondo político de Shingeki no Kyojin está «lejos de ser sutil», pero no lo consideró una apología sino un crítica hacia el fascismo y el racismo, y aludió que los protagonistas y los eldianos son víctimas de los regímenes totalitarios que gobiernan a Marley y —hasta el ascenso de Historia Reiss al trono— la isla Paradis. Rafael Motamayor de la página web Observer resaltó el cambio de paradigma de las primeras tres temporadas a la temporada final, así como los debates que se han llevado respecto a la serie. El analista concluyó que Shingeki no Kyojin «parece estar insinuando una última guerra, una guerra no contra las personas, sino contra los sistemas de creencias e idolatría que solo se preocupan por el poder y enfrentan a las personas entre sí».
El manga también fue analizado desde el punto de vista de diversidad e inclusión. Isayama diseño al personaje de Hange Zóe de forma tan ambigua para que los lectores no supieran si era hombre o mujer.Kofi Outlaw de Comicbook resaltó la relación platónica entre a Ymir e Historia Reiss, con la primera enamorada de la segunda, pero sin poder Historia corresponder sus sentimientos. Mientras que Margarida Bastos de Collider elogió el papel de los personajes femeninos al darles arcos de desarrollo sin necesidad de ser sexualizadas como objeto de fanservice.
Por el lado de Asia, la cobertura del anime apareció en la portada del periódico gratuito el 27 de mayo de 2013 en Hong Kong am730, relacionado con su popularidad en Hong Kong, China continental y Taiwán. La serie también fue objeto de críticas. La revista surcoreana Electronic Times acusó de contener un «mensaje militarista» que sirve a las tendencias políticas del entonces primer ministro japonés, Shinzō Abe, —como mencionaba Polygon—; el manga también resonó en los jóvenes de Hong Kong quienes vieron a los titanes invasores como una metáfora de la China comunista. El comentarista hongkonés Wong Yeung-Tat alabó el estilo y la versatilidad de la serie, al permitir a los lectores realizar diversas interpretaciones. En 2013, diversos medios periodísticos vincularon una publicación del autor donde mencionaba que el personaje Dot Pixis, comandante en jefe de las Tropas estacionarias, estaba influenciado en el general imperial japonés Akiyama Yoshifuru, quien participó en la primera guerra sino-japonesa que causó la muerte de miles de personas. Se produjeron una serie de Flame en su blog, entre amenazas de muerte y desprecio al mangaka, por causa de los crímenes de guerra del general Yoshifuru y el caso de la masacre de Port Arthur. Debido a que muchas de las amenazas escritas en japonés tenían errores gramaticales, se presumió que fueron escritas por personas extranjeras.
El 12 de junio de 2015, el Ministerio de Cultura de China incluyó a Shingeki no Kyojin junto con otros 38 títulos de anime y manga prohibidos por el propio país, debido a que «alienta la delincuencia juvenil, glorifican la violencia e incluyen contenido sexual». En Rusia, la exhibición en cines de la adaptación en imagen real de la obra de Isayama —junto a otras obras japonesas— fue prohibida por el gobierno ruso con el argumento de velar «por el bienestar de la juventud del país». En Malasia, el manga fue editado al incluir pantalones y sujetadores de ropa a los titanes para cubrir la desnudez de estos, en razón a que existe una ley en el país asiático en contra de mostrar desnudos. Dicha censura fue motivo de burlas en internet.
En 2021, la promoción de la temporada final del anime no estuvo exenta de polémica. En febrero, a Yuki Kaji ―seiyū de Eren— se le reprochó por algunas publicaciones en su cuenta oficial de Twitter, ya que varios usuarios japoneses mencionaron que la actitud del personaje de Gabi Braun —quien fue comparada con los coreanos— es un reflejo del «resentimiento» de ciertos países de Asia contra Japón por los crímenes que cometió durante el expansionismo del Imperio Japonés. En noviembre, salieron a la venta unas bandas para brazo que incluyen la estrella eldiana de nueve puntas en el anverso, de la misma manera en que algunos personajes del anime la utilizan. Dicho producto fue objeto de críticas por parte de algunos usuarios de internet quienes los compararon con los brazaletes usados por los judíos durante el Holocausto. La compañía suspendió las reservas y emitió un mensaje de disculpa mediante su cuenta oficial de Twitter.

## Contenido de la obra

### Manga

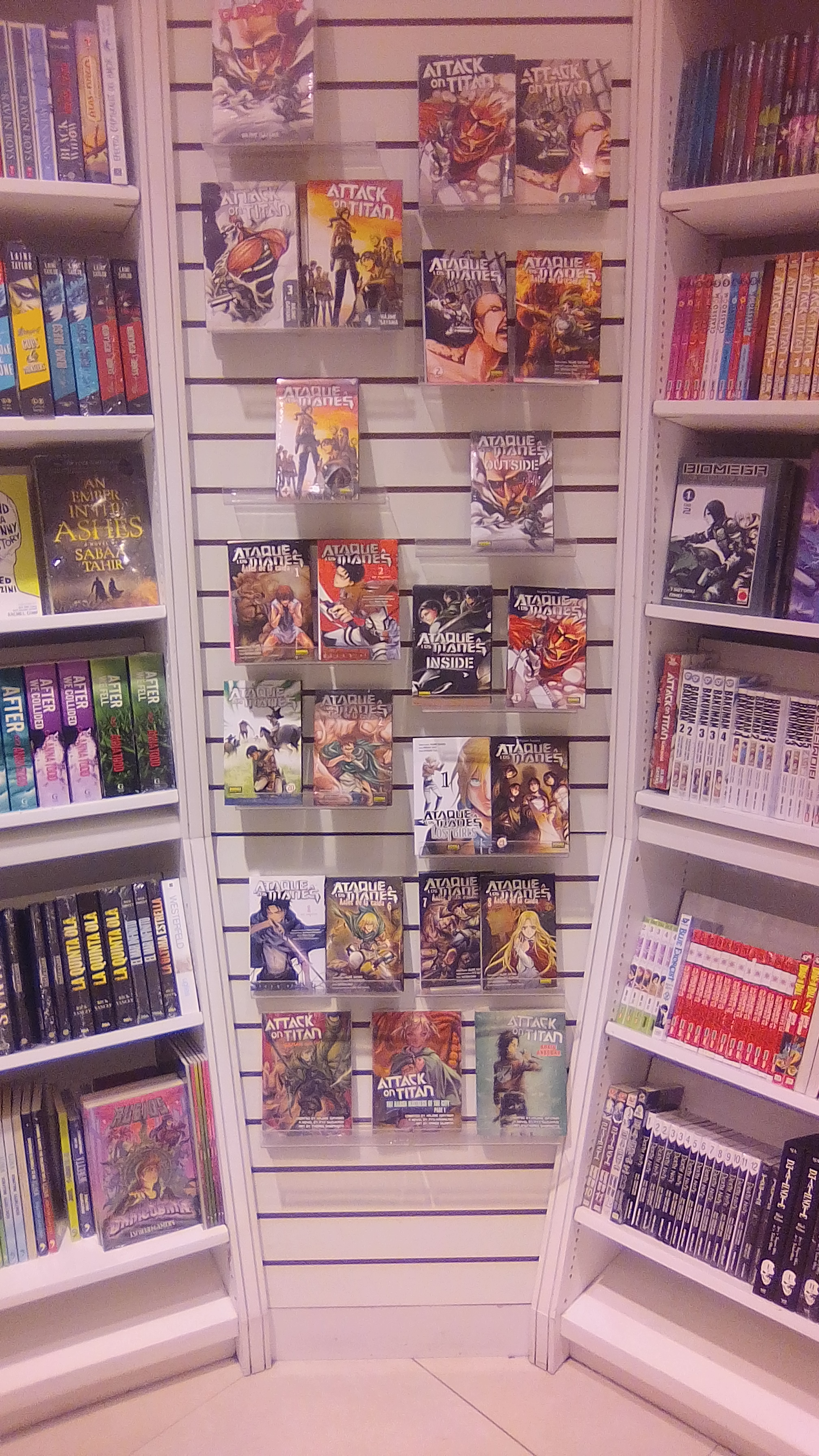
Tomos del manga de Shingeki no Kyojin publicados por Norma Editorial en la esquina de una librería.

El manga comenzó su publicación mensual a partir del primer número, el 9 de septiembre de 2009 en la revista mensual Bessatsu Shōnen Magazine, de la editorial japonesa Kōdansha. El primer volumen comenzó el 17 de marzo de 2010 y terminó en abril de 2021, con un total de 34 volúmenes y 139 capítulos. En 2014, Shintaro Kawakubo había anunciado que finalizaría la serie entre 2017 o 2018, pues consideraba que era el tiempo necesario para que el autor la terminara. Debido al éxito obtenido y al deseo de la editorial de darle más libertad creativa al creador, decidieron extender la trama. Asimismo manifestó no tener una fecha definida para concluirlo. En noviembre de 2018, a través de la cuenta de Twitter oficial del programa documental Jōnetsu Tairiku de la MBS, confirmó que el manga entraba en el arco final de su historia, y en la que Isayama mostraba una viñeta del capítulo final del manga. En diciembre de 2019, el autor publicó una imagen en la cuenta oficial de Twitter de la revista Bessatsu Shonen Magazine, su intención de terminarla en 2020. Finalmente el 9 de abril de 2021, el autor concluyó el desarrollo de la historia con el capítulo 139 publicado ese mismo día, después de casi doce años de su debut. En un comunicado, pronunció algunas palabras de agradecimiento a los seguidores de su obra: «¡gracias por once años y medio! ¡Continúen disfrutando de la revista Bessatsu Shōnen!».
Por otro lado, se realizaron adaptaciones al manga de algunas novelas ligeras de la obra. El dibujante Satoshi Shiki y el escritor Ryō Suzukaze adaptaron la novela Before the Fall, bajo la supervisión de Isayama. Attack on Titan: Before the Fall se publicó en la revista Gekkan Shōnen Sirius de Kōdansha desde agosto de 2013 hasta marzo de 2019, con diecisiete volúmenes publicados. Se realizó un segundo manga spin-off, escrito por Gun Snark e ilustrado por Hikaru Suruga, el cual está enfocado en la novela visual No Regrets y se publicó en la revista de manga shōjo Aria. Dicha novela se centra en los orígenes del capitán Levi —uno de los personajes principales— y su motivación de unirse a la Legión de Exploración. La novela Lost Girls también recibió una adaptación manga a cargo de Ryōsuke Fuji, que comenzó a publicarse en la revista Bessatsu Shōnen entre agosto de 2015 y mayo de 2016.
También salió el manga de estilo comedia Shingeki! Kyojin Chūgakkō, creado por Saki Nakagawa, publicado en Bessatsu Shōnen Magazine en la edición de mayo de 2012 y cuya trama se orienta en los personajes principales que luchan contra titanes en la escuela secundaria. Otra parodia llamada Spoof on Titan ( 寸 劇 の 巨人 lit. Titán de parodia?) dibujada por Hounori, sería lanzada en Kōdansha por medio de una aplicación para teléfonos inteligentes y tabletas desde diciembre de 2013 hasta el 30 de diciembre de 2014 en inglés y japonés.
El manga de Shingeki no Kyojin comenzó a publicarse traducido al español, tanto en España e Hispanoamérica. La Editorial Panini adquirió los derechos de publicación y distribución en México como Ataque de los titanes. En España, Norma Editorial obtuvo los derechos de distribución del manga al que renombró con el nombre Ataque a los titanes. En Argentina, el manga fue publicado por la editorial Ovni Press en mayo del 2016, bajo el nombre de Attack on Titan.

### Novelas ligeras y visuales
Una serie de novelas ligeras titulada Shingeki no Kyojin: Before the Fall (進撃の巨人: Before The Fall  lit. Shingeki no Kyojin: Antes de la caída?), escrita por Ryō Suzukaze e ilustrada por Thores Shibamoto, comenzó a publicarse el 1 de abril de 2011 por Kodansha en tres volúmenes totales. Mientras que la primera novela cuenta la historia de Angel Aaltonen, un herrero que desarrolla los primeros prototipos del Equipo de maniobras tridimensionales, las siguientes se enfocan en un bebé que encontraron dentro del estómago de un titán. Una segunda serie de novelas ligeras, escrita por Gun Snark e ilustrada por Hikaru Suruga, bajo el nombre Shingeki no Kyojin: No Regrets (進撃の巨人悔いなき選択 Shingeki no Kyojin Kui Naki Sentaku ?), salió a la venta en septiembre de 2013. Levi es el protagonista, enfocándose en su pasado y reclutamiento en la Legión de exploración. La tercera serie de novelas, Shingeki no Kyojin: Harsh Mistress of the City (進撃の巨人: 隔絶都市の女王 Shingeki no Kyojin Kakuzetsu Toshi no Joō?), escrita por Ryō Kawakami e ilustrada por Gama Murata, comenzó a publicarse el 1 de agosto de 2014 y su trama se orienta en dos miembros del regimiento de Guarnición. Una tercera titulada Shingeki no Kyojin: Lost Girls (巨人 撃 の 巨人: Lost Girls?) —escrita por Hiroshi Seko—, y puesta a la venta el 9 de diciembre de 2014, y parte en tres historias cortas Adiós Muralla Sina, Perdidos en el mundo cruel y Chicas perdidas. La novela profundiza en distintos momentos de las vidas de Mikasa Ackerman y Annie Leonhart, que ayuda a comprender mejor a ambos personajes. Su popularidad hizo que se adaptara a manga (en dos volúmenes) y a anime (en formato OVA), publicado por Norma Editorial en la versión español en 2017 y posteriores volúmenes en febrero de 2018.
En Norteamérica, la editorial estadounidense Vertical lanzó una novela original en inglés llamada Garrison Girl: An Attack on Titan Novel, escrita por la novelista Rachel Aaronfue. Fue publicada por Quirk Books el 7 de agosto de 2018. La trama se centra en Rosalie Dumarque, quien desafía a su familia a unirse a la Guarnición militar.
En España, Norma Editorial ha publicado y traducido al español las novelas Before The Fall, No Regrets, y Lost Girls, junto con la mayoría de la serie de mangas relacionado con Shingeki no Kyojin.

### Anime
La adaptación al anime estuvo producida por Wit Studio —una subsidiaria de IG Port—, en colaboración con Production I.G, bajo la dirección de Tetsurō Araki mientras que el diseño de personajes corrió a cargo de Kyōji Asano. Hasta inicios de septiembre de 2013, contó con tres guionistas: Hiroshi Seko, Yasuko Kobayashi y Noboru Takagi, quienes escribieron nueve, siete y seis episodios, respectivamente. Se estrenó en Japón el 6 de abril de 2013 por la cadena televisiva Mainichi Broadcasting System (MBS), en donde emitieron los 25 episodios de unos veinticuatro minutos cada uno. El último episodio se exhibió en algunas salas de cine en Japón. La segunda temporada se emitió desde el 1 de abril hasta el 17 de junio de 2017, que contó con doce episodios, y fue anunciado previamente en enero del mismo año en la revista Bessatsu Shōnen.

Imagen de Wikipe-tan con un estilo de dibujo Super deformed. Dicho estilo fue utilizado en el anime/parodia de Shingeki! Kyojin Chūgakkō.

Una tercera temporada de veinticinco episodios se anunció a finales de 2017, fijándose su debut en julio de 2018, y transmitida en la cadena televisiva NHK. Sin embargo, el episodio cuarenta y ocho se retrasó por una semana durante su estreno a causa de un tifón. Además, por cuestiones de fuerza mayor, solo se transmitieron los primeros doce episodios de la tercera temporada, aquellos que abarcaron el «arco de la insurrección» en el manga, mientras que los episodios relacionados con el «arco de la reconquista de Shiganshina» fueron retrasados para estrenarse el siguiente año. En febrero de 2019, salió el avance de la segunda parte de la tercera temporada y confirmó su estreno para abril del mismo año.
En junio de 2019, se difundió el rumor sobre los planes de crear una cuarta temporada, así como el hecho en que su producción ya no estaría a cargo de Wit Studio. Tetsuro Araki declaró en una entrevista que la cuarta temporada será producida pero sin mencionar el estudio que lo realizaría. Finalmente, NHK confirmó la producción de la cuarta y última temporada, la cual pasó a manos del estudio de animación MAPPA y que inicialmente se emitiría en octubre de 2020, aunque se postergó hasta diciembre del mismo año debido a la pandemia de COVID-19. La primera parte de dieciséis episodios se emitió desde el 7 de diciembre de 2020 hasta el 29 de marzo de 2021, mientras que la segunda parte se emitió desde el 9 de enero hasta el 3 de abril de 2022. Una tercera parte fue anunciada para 2023 dividida en dos segmentos que serían transmitidos a manera de especiales. El primer segmento se emitió el 3 de marzo de 2023 y el segundo el 4 de noviembre del mismo año, los cuales marcaron el final definitivo del anime.
En cuanto a su emisión fuera de Japón, la primera temporada se distribuyó en España por Selecta Visión y su primer volumen en DVD y Blu-ray se puso a la venta el 18 de diciembre de 2013. Los derechos para la segunda temporada de la serie los adquirió Funimation Entertainment en España y su distribución en DVD y Blu-ray por Selecta Visión, cuyo primer volumen salió a la venta el 25 de abril de 2018. Los primeros episodios de la tercera temporada fueron emitidos en Amazon Prime Video, Netflix, Movistar Xtra y YouTube, mediante el canal oficial de Selecta Visión. En Latinoamérica, ambas temporadas fueron emitidas por Crunchyroll y Amazon Prime Video en su día y distribuidas por Funimation —con doblaje realizado en México—. La primera parte de la cuarta temporada también fue emitida por Funimation ―con doblaje de México incluido― y Crunchyroll —solo con subtítulos al español―.
Por otro lado, se realizó una adaptación a anime del manga parodia con el nombre Shingeki! Kyojin Chūgakkō, que contó con doce episodios los cuales se emitieron desde el 4 de octubre al 20 de diciembre de 2015. Mientras que en los contenidos de Blu-ray de la primera temporada, se añadieron unos cortos hechos con Flash que formaron una miniserie de veinticinco cortos —divididos en nueve partes de seis a once minutos—, la cual se llamó «Shingeki no Kyojin: Chimi Kyara Gekijo - Tondeke Kunren Heidan». En ella, presentaron a personajes del manga ilustrados en estilos chibi, parodiado en forma alegre y humorística. Otros nuevos cortos se crearon para DVD y Blu-ray de la tercera temporada.

#### OVAS y Películas recopilatorias

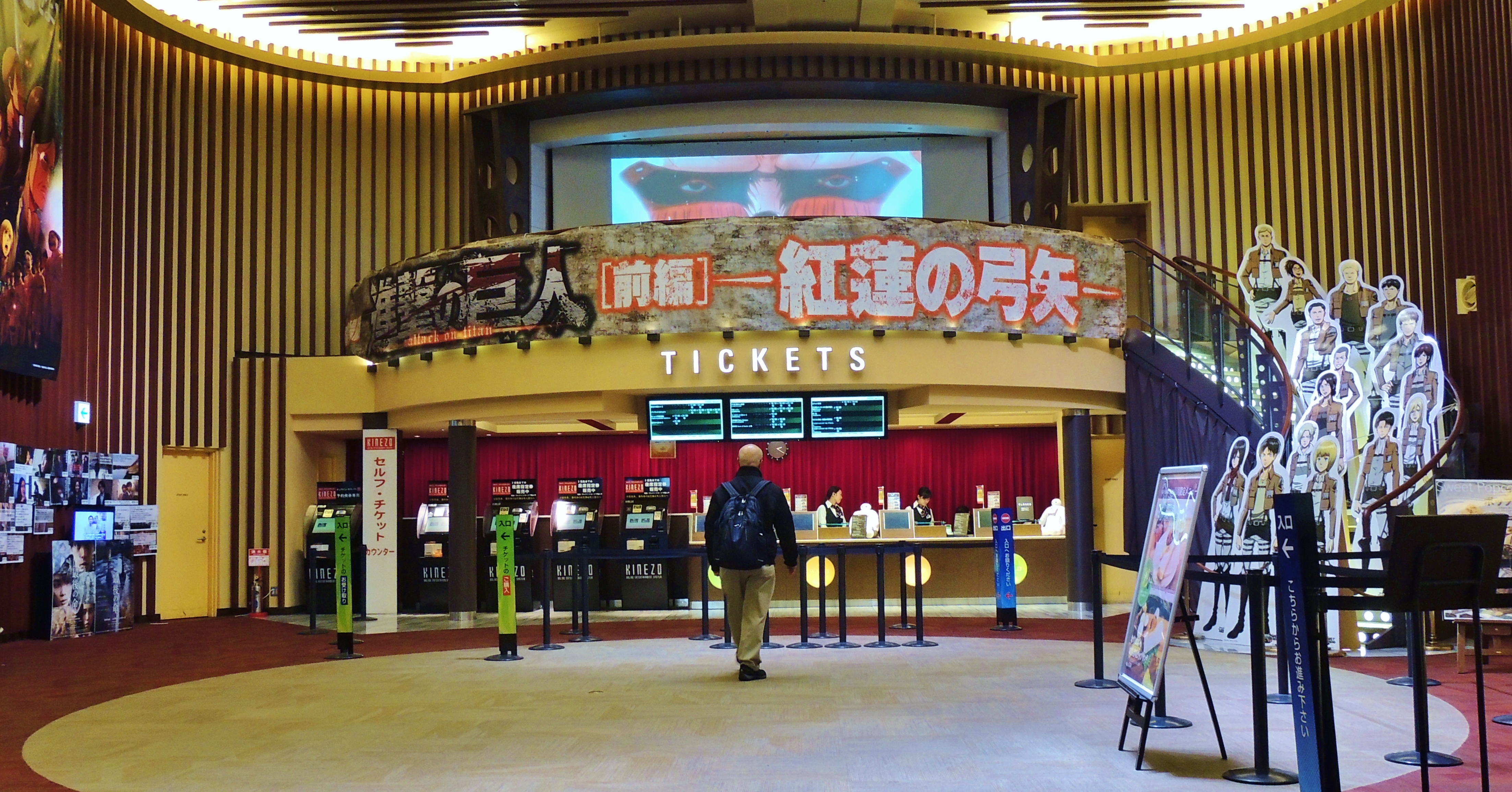
Sala de cine en Japón adornada con material promocional de la primera película recopilatoria de Shingeki no Kyojin.

En agosto de 2013, se planteaba lanzar una animación original sobre el capítulo especial del quinto volumen, y otra junto con la edición especial del undécimo volumen, pero sería pospuesto para incluirlo con la edición especial del volumen doce. La primera de ellas, «Iruze no techō» (イルゼの手帳 lit. el diario de Ilse?), narra la historia de Ilse Langnar (イルゼ・ラングナー Iruze Rangunā?), una miembro de la Legión de reconocimiento que registra en su diario un acontecimiento importante relacionado con los titanes. La segunda, «Totsuzen no Raihō-sha: Sainamareru Seishun no Noroi» (突然の来訪者: 苛まれる青春の呪い lit. Un visitante inesperado: La tortuosa maldición de la juventud?), se publicaría a la venta con la edición limitada del tomo trece; el cual trata sobre un concurso de cocina entre Sasha, Connie y Reiner contra Jean, Armin y Annie. Mientras que la tercera titulada «Kon'nan» (困難 lit. angustia?), se enfoca en el entrenamiento de los miembros de la Tropa de Reclutas N.º 104 en una misión de rescate.
Dos OVAS nuevas se lanzaron a la venta en diciembre de 2014 y abril de 2015 junto con los volúmenes 15 y 16 respectivamente; el argumento de estas se basaron en la novela visual No Regrets, que tuvo como protagonista a Levi en sus juventud, e introdujo a nuevos personajes como Furlan Church e Isabel Magnolia.
Otra tanda de tres nuevas OVAS salieron a la venta el 8 de diciembre de 2017, luego el 9 de abril y 9 de agosto de 2018, junto a los volúmenes 24, 25, y 26 respectivamente; en ellas, adaptaron la novela Lost Girls. Las dos primeras OVAS fueron protagonizadas por Annie Leonhart, mientras que la tercera tuvo como protagonista a Mikasa Ackerman.
Se realizaron tres películas recopilatorias del anime, todas ellas incluyeron escenas nuevas no vistas en la serie de TV, así como un redoblaje y adaptación de sonido al 5.1. La primera película «Shingeki no Kyojin Zenpen ~Guren no Yumiya~» (「進撃の巨人」前編～紅蓮の弓矢～  lit. Shingeki no Kyojin: El arco y la flecha escarlata?), se enfoca a los acontecimientos de los episodios 1 al 13. La segunda película «Shingeki no Kyojin Kōhen ~Jiyū no Tsubasa~» (「進撃の巨人」後編～自由の翼～ lit. Shingeki no Kyojin: Alas de la Libertad?), cubrió los acontecimientos de los episodios 14 al 25. La segunda temporada estrenada en 2017, produjo una tercera película recopilatoria, «Shingeki no Kyojin ~Kakusei no Hōkō~» (「進撃の巨人」 ～覚醒の咆哮～  lit. Shingeki no Kyojin: El rugido del despertar?) que incluye escenas nuevas con un extra después de los créditos, y un redoblaje a 5.1. El 17 de julio de 2021, se estrenó una cuarta película recopilatoria bajo el nombre «Shingeki no Kyojin: Chronicle» (「進撃の巨人」〜クロニクル〜  lit. Shingeki no Kyojin: Crónica?), la cual resume las primeras tres temporadas.
En España, Selecta Visión adquirió los derechos de distribución de las primeras tres películas, que publicó a la venta las primeras dos en DVD y Blu-ray, la tercera película se estrenó en diciembre de 2018 en cines españoles.En marzo de 2022, HBO Max adquirió los derechos de las películas para su plataforma de streaming con doblaje hispanoamericano.

### Banda sonora

Logo de la banda musical Sound Horizon quienes se encargaron de componer e interpretar cuatro de los temas de apertura y uno de cierre de Shingeki no Kyojin.

La banda sonora del anime, los OVAS y las películas fue compuesta por Hiroyuki Sawano y lanzada en dos CD distribuidos por Pony Canyon. El primer álbum, Shingeki no Kyojin Original Soundtrack (「進撃の巨人」オリジナルサウンドトラック?), se lanzó el 28 de junio de 2013 y contiene dieciséis pistas. Un segundo CD, Shingeki no Kyojin Original Soundtrack II (「進撃の巨人」オリジナルサウンドトラック2?), se puso en venta el 16 de octubre del mismo año, junto con la edición limitada del cuarto volumen del DVD/Blu-ray del anime, con un total de once pistas.
La primera temporada de la serie de televisión contiene dos canciones del tema de apertura y dos de cierre. Para los episodios 1 a 13,5, el tema de apertura fue «Guren no Yumiya» (紅蓮の弓矢 lit. Arco y flecha escarlata?), compuesto e interpretado por la banda Sound Horizon —entonces conocida como Linked Horizon—, y el tema de cierre fue «Utsukushiki Zankoku na Sekai» (美しき残酷な世界 lit. Este cruel y hermoso mundo?), interpretado por Yoko Hikasa. El disco que contenía el primer tema de cierre fue lanzado el 8 de mayo de 2013. Para los episodios 14-25, el tema de apertura cambió a «Jiyuu no Tsubasa» (自由の翼 lit. Alas de la Libertad?), también de Sound Horizon, y el tema de cierre cambió a «Great Escape», de Cinema Staff, cuyo CD se puso a la venta el 21 de agosto del mismo año.
Para la segunda temporada, el tema de apertura fue «Shinzou wo Sasageyo!» (心臓を捧げよう! lit. Dediquen sus corazones?), de Linked Horizon, cuyo CD salió a la venta el 17 de mayo de 2017; mientras que el tema de cierre fue «Yuugure no Tori» (夕暮れの鳥 lit. Pájaros al atardecer?), de Shinsei Kamattechan, salió a la venta una semana después. Sawano volvió a componer la banda sonora, Attack on Titan Season 2 Original Soundtrack (「進撃の巨人」Season 2 オリジナルサウンドトラック?), y se lanzó el 7 de junio por Pony Canyon. Esta contiene dos CD de dieciséis y diecisiete pistas, respectivamente.
Para la tercera temporada, se anunció un nuevo tema de apertura llamado «Red Swan», interpretado por el cantante Hyde de L'Arc~en~Ciel, junto con la banda X Japan. Para el tema de cierre, se escogió «Requiem der Morgenröte» (暁の鎮魂歌 Akatsuki no chinkonka, lit. Descansa en el amanecer?), de Linked Horizon, quienes por primera vez no interpretaron el tema de apertura del anime. Para la segunda parte de la tercera temporada, Sound Horizon volvió a interpretar el tema de apertura, «Shoukei to Shikabane no Mich» (憧憬 と 屍 の 道 lit. El camino sangriento y de los cadáveres?), y el tema de cierre ―«Name of love»― por Cinema Staff. Sawano participó de nuevo en la banda sonora de la tercera temporada en sus dos partes.
Respecto a la temporada final, la banda sonora nuevamente fue compuesta por Hiroyuki Sawano, esta vez en cooperación con Kohta Yamamoto y bajo la dirección de Masafumi Mima. Se escogieron dos temas de apertura y cierre, debido a que la temporada fue dividida en dos partes. Para la primera, el tema de apertura fue «My War» (僕 の 戦 争  Boku no Sensō, lit. Mi guerra?), interpretado por Shinsei Kamattechan, y el tema de cierre, «Shock» ( 衝 撃 Shōgeki?), por Yūko Andō. Para la segunda parte, el tema escogido fue «The Rumbling» (ランブリング Ranburingu lit. El Retumbar?), interpretado por la banda de Metal alternativo SiM, y el tema de cierre, «Akuma no Ko» ( 悪の子 lit. un hijo del demonio?), fue interpretado por la cantante Ai Higuchi.

### Videojuegos
Al igual que otras series, se crearon numerosos videojuegos de Shingeki no Kyojin y estos aparecieron en diferentes tipos de plataformas de consolas. Los juegos se centraron en el universo ficticio de la obra y se basaron principalmente en su mismo argumento. En mayo de 2013 se anunció que cuatro novelas visuales desarrolladas por el personal de Nitroplus en colaboración con Production I.G serían lanzadas a la venta. Nitroplus comentó que «como compañía no se encuentra implicada en la producción de estos videojuegos, pero su personal de forma independiente, sí lo está». Los juegos se incluyeron en los primeros ejemplares del tercer y sexto volumen de Blu-ray del anime, y consisten en historias spin off sobres los personajes de la obra.
Un juego de acción, Humanity in Chains, desarrollado por Spike Chunsoft para Nintendo 3DS se distribuyó en Japón el 5 de diciembre de 2013, en Norteamérica el 12 de mayo de 2015 y en Europa el 2 de julio de ese año, posteriormente salió «Shingeki no Kyojin: Hangeki no Tsubasa» (進撃の巨人 ~反撃の翼~  lit. Shingeki no Kyojin: Las alas del contraataque?), desarrollado por la misma compañía y plataforma en 2013. Otro juego, Attack on Titan 2: Future Coordinates se lanzó el 30 de noviembre de 2017 en Japón, que incluye nuevas opciones como la personalización de personajes y una misión extra, que al ganar, se obtiene un disfraz especial.
Se creó el juego móvil «Shingeki no Kyojin: Jiyu e no Hoko» ( 進撃の巨人-自由への咆哮-   lit. Shingeki no Kyojin: El rugido de libertad?) desarrollado por el estudio Mobage para iOS y Android, en el que los jugadores interpretan a un personaje original que fue exiliado de la muralla Rose, para construir y fortificar una ciudad fuera de la muralla y expandirse mediante la fabricación y obtención de artículos, el uso de titanes y la explotación de los recursos de otros jugadores.
En la publicación del volumen 17 del manga, se anunció que Omega Force, estudio de Koei Tecmo, desarrollaba una adaptación del manga como videojuego llamado «Attack on Titan» El juego fue presentado en la Gamescom 2015, y anunciado para su venta en las consolas PlayStation 4, PlayStation 3 y PlayStation Vita. Fue lanzado a la venta el 18 de febrero de 2016 en Japón. Más adelante, se confirmó su lanzamiento en todo el mundo junto con las versiones para PC y Xbox One. En 2017, se anunció la producción de su secuela «Attack on Titan 2», puesto a la venta en marzo de 2018 para las mismas plataformas que su predecesora, aunque más adelante, se incluyeron para PC y Nintendo Switch. La expansión de esta, «Attack on Titan 2: Final Battle» salió a la venta en Japón el 4 de julio de 2019, y en Norteamérica y Europa el 5 de julio, estuvo disponible para PlayStation 4, Nintendo Switch, Xbox One (con soporte para Xbox One X) y PC a través de Steam.
Un conjunto de trajes de la serie, se agregó a Dead or Alive 5 Last Round en julio de 2016, junto con un escenario jugable basado en la muralla Rose durante un ataque del titán colosal. Además, el juego y la mercancía de Shingeki no Kyojin se presentó en un evento cruzado con Nexon MMORPG MapleStory en sus versiones en japonés y GMS.
En Japan Amusement Expo del 2016, Capcom anunció el desarrollo de un juego de arcade con el nombre «Shingeki no Kyojin: Team Battle», que permitiría a los jugadores poder volar por el aire utilizando el equipo de maniobra omnidireccional y contaría con una «inmersión sin igual» parecido en el manga. El juego albergaría desde uno hasta ocho jugadores en línea, pero en diciembre de 2018, la compañía anunció su cancelación.

### Películas en imagen real

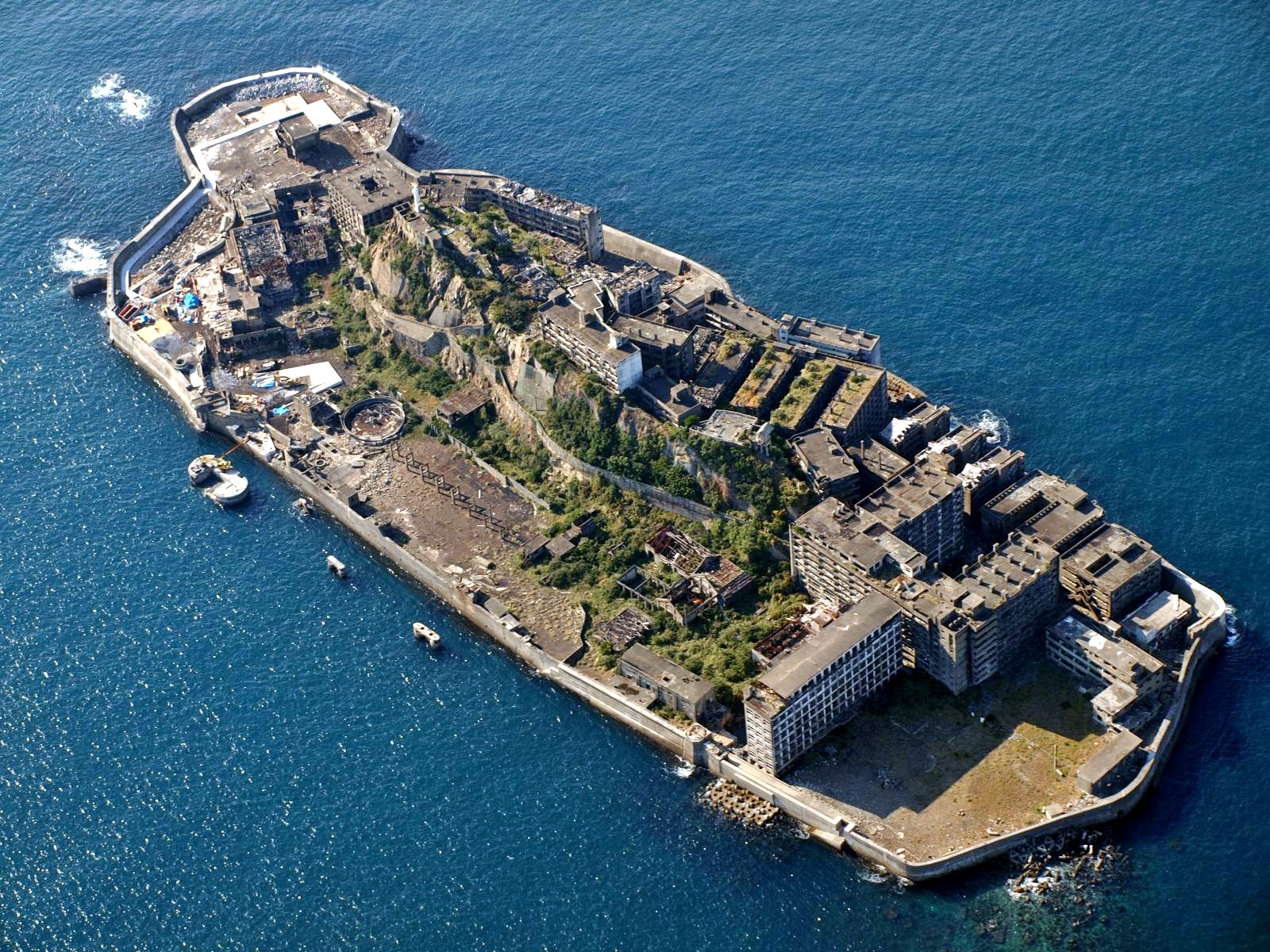
Vista aérea de la isla de Hashima, lugar de rodaje de la película en imagen real de Shingeki no Kyojin.

Se anunció la producción de una película de imagen real en octubre de 2011 con Tetsuya Nakashima como director del mismo. En diciembre de 2012, se informó que Nakashima dejó su puesto de director —anunciado por Toho— por tener diferencias creativas en la escritura del guion y otros asuntos.
En diciembre de 2013, se reveló que Shinji Higuchi será el director y responsable con los efectos especiales. Se anunció que el escritor Yūsuke Watanabe y el crítico/experto en subcultura Tomohiro Machiyama escribirían la película junto con el propio Isayama. En julio de 2014, se reveló que se lanzaría una película dividida en dos partes en 2015, protagonizada por Miura Haruma como Eren Jaeger. También se reveló que ambas películas tendrían muchos cambios argumentales respecto a la obra original, como la omisión de algunos personajes importantes, notablemente el personaje Levi. En marzo de 2015 se publicó un avance de la primera película, y al mes siguiente, Toho lanzó el segundo avance y anunció que la segunda entrega bajo el nombre de «End of the World». Para junio, salió un tercer avance, que reveló el equipo de maniobra tridimensional, y ratificó su lanzamiento que llegaría a cines IMAX de Japón. El estreno de la primera parte se realizó el 1 de agosto de 2015 y la segunda parte el 19 de septiembre del mismo año.
Se realizó una miniserie de imagen real bajo el nombre «Shingeki no Kyojin: Hangeki no Noroshi» (進撃の巨人 反撃の狼煙 lit. Shingeki no Kyojin: Contraataque?), empleó los mismos actores que las películas, que comenzó a transmitirse en video en línea de NTT DoCoMo servicio dTV el 15 de agosto de 2015. Se conformó en tres episodios, cuya trama se centra en el personaje de Hange Zoë y su investigación de los titanes, y de como se creó el equipo de maniobras tridimensionales.
Las dos películas se estrenaron en los cines en España y después distribuidos en DVD y Blu-ray, con disponibilidad en Filmin, y en Latinoamérica por Funimation. En febrero del 2018, Sato Company anunció que distribuiría las dos películas y se estrenarían a través de la cadena de cines Cinemark, Brasil sería el primero en ofrecerlo al público.
La revista Deadline Hollywood informó que Warner Bros. estaba en negociaciones para asegurar los derechos cinematográficos de la franquicia de Shingeki no Kyojin. El productor David Heyman, habría mostrado interés en trabajar un proyecto de dos películas, aunque un día después, los representantes de Kodansha negaron que existieran negociaciones con Warner. En octubre de 2018, se reveló que Warner Bros y Kodansha llegaron a un acuerdo para producir una nueva adaptación del manga en imagen real, cuya realización estaría a cargo del director Andy Muschietti.

### Otros medios

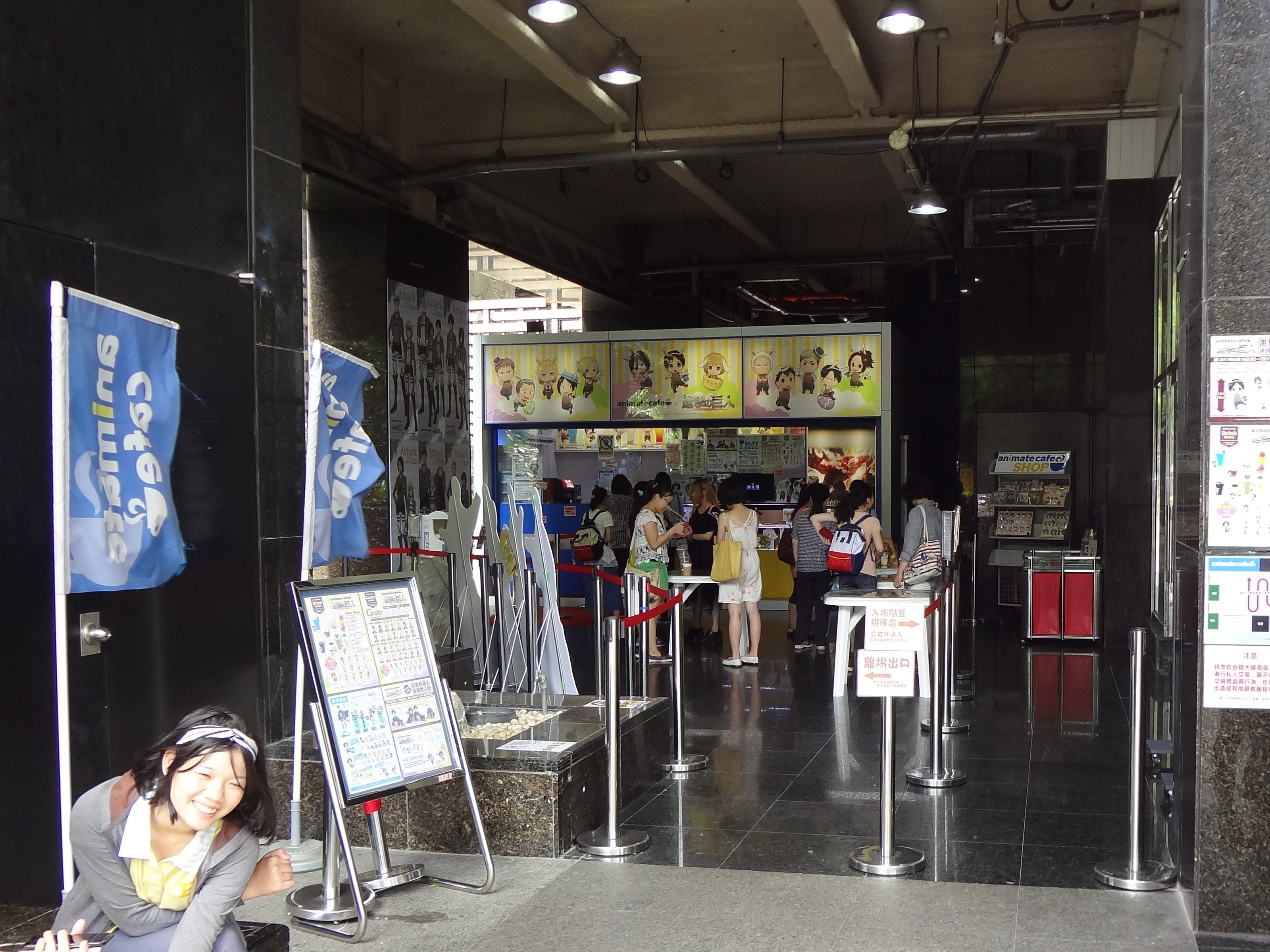
Cafetería de Amway Animate cafe en Taipéi la cual se encuentra en el primer piso del edificio Sugar Tengyun Building, promocionando productos de Shingeki no Kyojin.

Entre el 9 de abril y el 9 de septiembre de 2013, se publicaron dos guías del manga tituladas «Inside» y «Outside», que incluyeron arte conceptual en escenas de anime y manga, perfiles de personajes y entrevistas exclusivas con el autor. Posteriormente, ambos se lanzaron en Norteamérica el 16 de septiembre de 2014 por Kodansha USA. Se produjo un disco compacto de 16 minutos, interpretado por el elenco del anime y se incluyó en el número de enero de 2014 de Bessatsu Shōnen Magazine.
El 3 de noviembre de 2014, el escritor estadounidense C.B. Cebulski, reveló que se estaba en preparación un crossover entre Shingeki no Kyojin y Marvel Comics. Cebulski se encargó de la ilustración, mientras que la escritura estuvo a cargo del propio autor. El crossover de un solo capítulo incluyó a Spider-Man, Los Vengadores y los Los Guardianes de la Galaxia enfrentándose contra varios monstruos, como el titán colosal, el titán blindado y la titán femenina en las calles de la ciudad de Nueva York. Durante el Día del cómic gratuito 2015, Secret Wars de Marvel incluyó una presentación de ocho páginas Attack on Avengers con arte de Gerardo Sandoval. En la ComicCon de Nueva York 2015, se anunció la publicación de un cómic estadounidense titulado Attack on Titan Anthology. De igual forma se realizaron pequeños crossovers de la obra con franquicias como Pokémon, y The Seven Deadly Sins, así como homenajes realizados por los mangakas Kanae Hazuki y Arina Tanemura.
Durante enero y mayo de 2015, Universal Studios Japan abrió varias atracciones orientadas en el manga, nombrado «The "Real" Attack on Titan Experience». En el lugar, aparece una figura de quince metros de estatura del titán de Eren, que lucha contra otro titán. También se incluye un titán a nivel del suelo, en donde los visitantes pueden posarse y tomarse fotos.
En 2017, se anunció la obra de teatro LIVE IMPACT con la participación de más de 150 actores en el elenco y que se llevaría a cabo entre julio y septiembre. Sin embargo, se canceló después de que uno de los miembros del equipo falleció en un accidente durante los ensayos. En junio de 2019, se anunció una exhibición en celebración de los diez años de publicación del manga, en el que se expusieron bocetos del manga, contenido inédito y una muestra del formato sonoro de lo que sería el final del mismo.

### Mercadotecnia

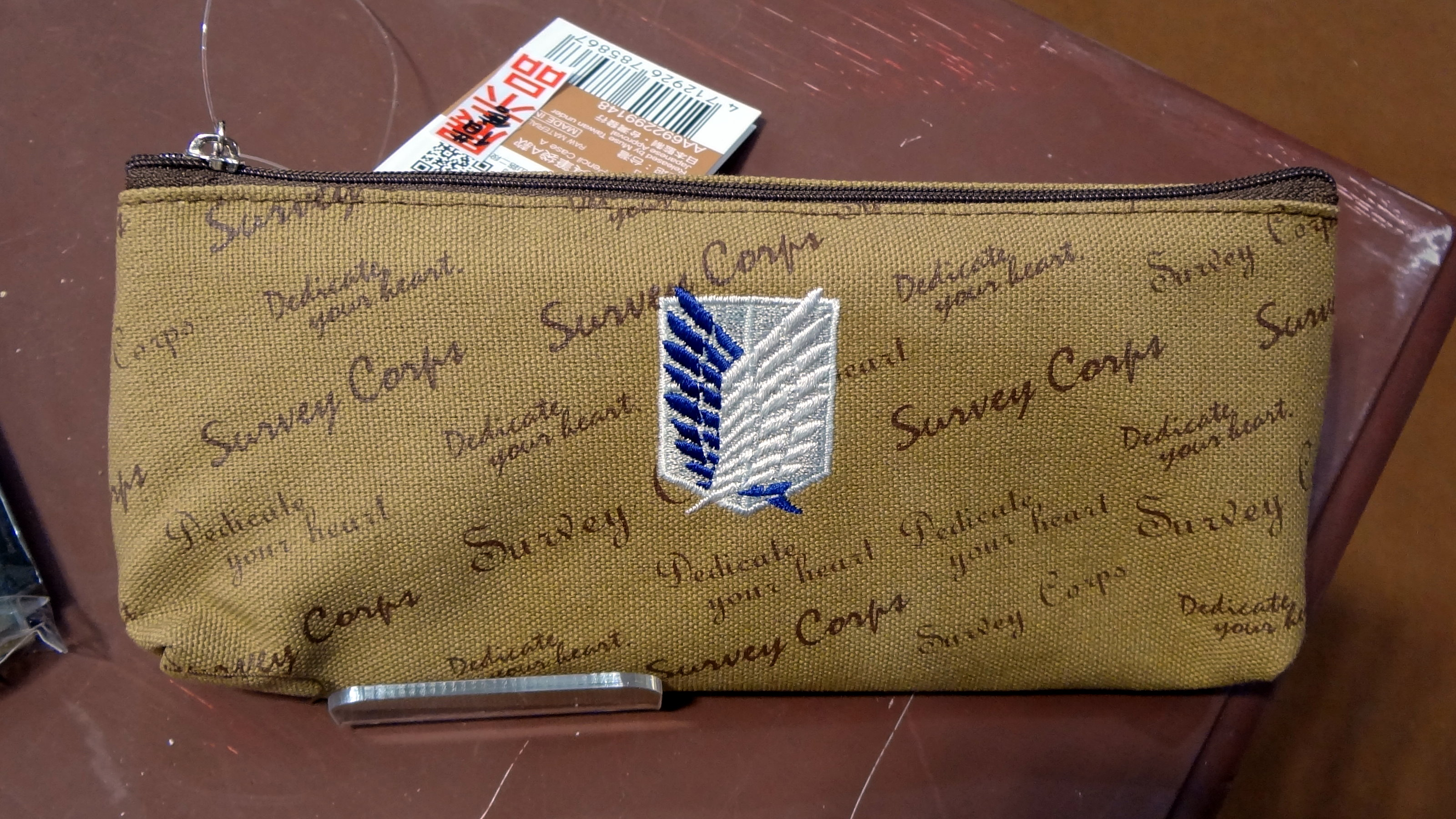
Estuche de lapiceros con el emblema de la Legión de Exploración, un ejemplo de todos los productos que se han creado en relación con la franquicia de Shingeki no Kyojin.

En Japón se creó una campaña de mercadeo sobre el manga. Las marcas Pizza Hut y Lotteria realizaron publicidad relacionada con Shingeki no Kyojin en 2013. Surgieron numerosos memes publicados en las redes sociales basados en cosplays o escenas que imitan el anime.
Entre los productos que se comercializaron, se encontraban almohadas dakimakura de Eren y Levi, así como equipos de maniobras tridimensionales de papel. También se vendieron figuras de diferentes personajes, que se adquirían en Banpresto, Good Smile Company, o Max Factory. La editorial francesa «Pika» lanzó su línea de abanicos con imágenes de los mangas que tiene adquiridos, incluyéndose la serie. En 2013, la marca japonesa de perfume Koubutsu-ya anunció la venta de perfumes inspiradas en la serie. El personaje de Levi, apareció en la portada de la revista femenina Frau en su edición de agosto de 2014. En 2015, Adidas lanzó una línea deportiva relacionada con Attack on Titan. En ese mismo año, se puso a la venta una revista especial de doce números, Monthly Attack on Titan y que incluía figuras de los personajes del manga y un diorama.
En 2021, con motivo de promocionar la temporada final del anime, se realizó una intensa campaña de mercadotecnia. El 12 de marzo, el juego para móviles Garena Free Fire anunció una colaboración con el anime que se extendió hasta abril del mismo año. Según el comunicado, los jugadores tendrían acceso a nuevos aspectos basados en la serie como el uniforme de la Legión de Exploración, skins del titán acorazado y titán de ataque. En abril, la compañía SHISEIDO Uno publicó una serie de comerciales especiales relacionadas con el anime, esto con el propósito de promocionar una línea de crema de afeitar. De igual manera, la marca de Ramen Myojo Food se unió a la campaña de promoción de la temporada final del anime, en donde anunciaron que quienes participen en su edición especial del Ramen Charumera, recibirán premiós relacionados con la serie de anime; además, se vendió una edición limitada del ramen, con consomé y salsa de soya, así como con los ñames de Shingeki no Kyojin como ingrediente principal. Se realizó una exhibición en las instalaciones de la Yokohama Landmark Tower —el segundo edificio más alto de Japón— en donde celebraron el final del manga, dicha exhibición duró desde el 29 de abril hasta el 30 de junio del 2021. En agosto, el sitio oficial del parque Forest Adventure Okuhita, también anunció una colaboración con la franquicia animada de Shingeki no Kyojin, la cual dio inicio en el mismo mes, en las instalaciones del parque ubicado en la Prefectura de Ōita —lugar de nacimiento de Hajime Isayama—. En diciembre, el servicio y aplicación de taxis, S.RIDE anunciaron una campaña promoción del anime que se llevó a cabo en el periodo comprendido del 27 de diciembre de 2021 al 9 de enero de 2022 en Japón.

## Recepción

### Ventas y audiencias
El manga tuvo un éxito inmediato en Japón y se convirtió en uno de los más exitosos de 2011. Logró el undécimo lugar en el ranking de los más vendidos de Oricon por serie con casi 3,8 millones de copias vendidas en dicho año, y al año siguiente llegó a la decimoquinta posición de dicha lista con más de 2,6 millones de copias vendidas. Posteriormente en diciembre de 2012, la circulación total de los primeros nueve volúmenes era de diez millones de copias.
La adaptación al anime aumentó significativamente el número de ventas en la serie; los diez volúmenes del manga estuvieron presentes en el top 50 de Oricon durante la semana del 8 al 14 de abril de 2013. En mayo de 2013, los cinco volúmenes superaron más de un millón de copias cada uno, y elevó la circulación total a 19,5 millones de copias a mediados de aquel año. Las ventas de las ediciones francesa del manga se ubicaron en el cuarto lugar en el ranking de Oricon con casi 4,3 millones de copias vendidas. En junio de 2013, se vendieron 8,7 millones de copias desde el estreno de la serie anime. En septiembre del mismo año, el número de volúmenes vendidos superó los veinte millones de copias, convirtiéndose en la séptima serie que supera este encabezado desde la creación del Oricon en 2008. Durante el año fiscal 2013, obtuvo el segundo puesto de mangas más vendidos con casi dieciséis millones de copias, y con los volúmenes completos finalizó en el top 15 de Oricon. La editorial del manga de Kōdansha registró un aumento de su facturación por primera vez en dieciocho años.
En abril de 2014, más de tres millones de copias fueron vendidas en Japón, y la circulación total en todo el mundo superó los treinta y ocho millones de copias en el primer semestre de 2014, el manga terminó en el primer lugar del ranking de Oricon con 8,34 millones de copias vendidas en Japón, incluso llegó a superar a One Piece por primera vez en los últimos cinco años. En el año fiscal 2014, el manga ocupó el segundo lugar en el ranking de Oricon con once millones de copias vendidas, representó más de 7,3 millones de yenes en efectivo. En Norteamérica, la circulación total de la serie era de 500 000 en octubre de 2013. 660 000 en marzo de 2014 y los 2,5 millones de copias hasta julio de 2015. En septiembre de 2016, las ventas del manga ascendieron a más de 60 millones de copias. En diciembre de 2017, la circulación superaba los 71 millones de copias. En noviembre de 2018, la circulación mundial superaba los 86 millones de copias, con 76 millones publicados en Japón y diez millones en el resto del mundo. Desde enero hasta mayo de 2019, se vendieron 2,8 millones de volúmenes más en Japón. En noviembre de 2019, alcanzó más de cuatro millones de unidades vendidas, y llegó a posicionarse en el 7.º lugar entre los mangas más vendidos en Japón, un mes después, la Bessatsu Shonen anunció por medio de su cuenta en Twitter que logró alcanzar los cien millones de unidades vendidas en todo el mundo.
La adaptación al anime también gozó de aceptación en ventas de DVD y Blu-ray en Japón, el primer volumen del DVD llegaría al puesto uno en ventas a mediados de 2013, así como los volúmenes posteriores. En los Estados Unidos, se transmitió por Toonami en Adult Swim, donde obtuvo una audiencia de más de un millón de espectadores por episodio durante mayo de 2014, mientras que sus ventas en formato doméstico sobrepasaron las 200 000 unidades. Asimismo, alcanzó el primer lugar de preferencias y se consideró el anime favorito de los fanáticos de Funimation en 2014. En Francia, la primera temporada alcanzó una audiencia promedio de 100 000 espectadores durante su transmisión en Wakanim. En España, Selecta Visión realizó un simulcast de la segunda temporada, que alcanzó más de 300 000 espectadores. Durante el día del estreno de la segunda parte de la temporada final en México y América Latina, cientos de usuarios reportaron en sus redes sociales que experimentaban fallas y dificultades para acceder a las plataformas Crunchyroll y Funimation que emitían la serie en streaming, debido a lo saturado que estaban ambos sitios web.
Algunos temas de apertura del anime tuvieron millones de reproducciones en YouTube. El tema de apertura de la segunda temporada «Shinzou wo Sasageyo!» alcanzó las cien millones de reproducciones. En la cuenta oficial de Twitter del anime, se publicó un mensaje especial de reconocimiento en que el tema de apertura del anime «The Rumbling» consiguió superar las diez millones de reproducciones acumuladas en solo tres días desde su publicación oficial, y el 18 de enero, SiM anunció que su tema musical alcanzó las veinte millones de vistas.

### Crítica

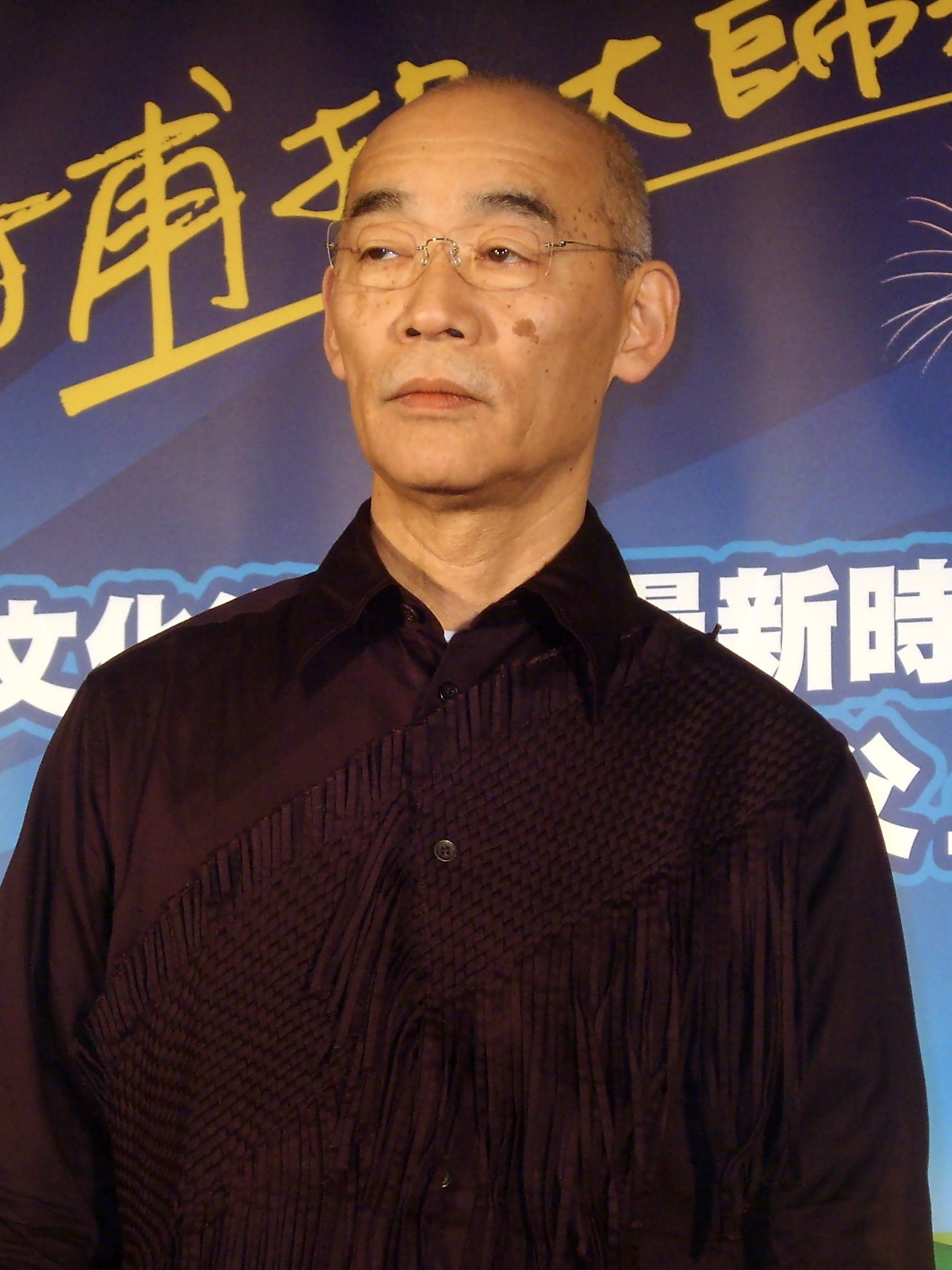
Yoshiyuki Tomino —creador de la franquicia Gundam— elogió a Isayama por la forma en que refleja sus experiencias personales en la obra, aunque criticó el estilo de dibujo, al que definió como «tosco y grosero».

Desde su publicación, el manga obtuvo críticas positivas, centradas en la trama, los personajes y los temas que trata; en contraposición, se cuestionó la calidad del dibujo. Analistas de Asahi Shinbun dijeron que Shingeki no Kyojin ilustraba «la desesperación que sienten los jóvenes en la sociedad actual». El sitio web Manga-News destacó la densidad y la riqueza de los volúmenes, e indicó que la puesta en escena de los titanes y las secuencias de acción tenían una «gran intensidad». Sébastien Kimbergt, de AnimeLand, señaló «el golpe de genio del autor» que logró adaptar dos conceptos muy populares, y consideró que los titanes no son más que «una mezcla entre zombis gigantes y mechas impulsadas». El escritor Mao Yamawaki la calificó como «una historia de la mayoría de edad de los niños y niñas en su núcleo, con un nuevo misterio en cada capítulo». Yoshiyuki Tomino —creador de la franquicia Gundam— alegó que el hecho de que el universo del manga provenga tanto de la experiencia personal del autor como de varias investigaciones sobre los titanes debe ser reconocido. Sucesivamente, consideró que el dibujo es «demasiado tosco y grosero». El estilo artístico del manga ha sido criticado por algunos analistas, quienes lo definieron como «crudo» y con un diseño «amateur». Tomofusa Kure comentó que el diseño de los personajes mejoró con el paso del tiempo, y declaró que si las ilustraciones se hubieran «refinado», «no transmitirían el carácter misterioso de la obra». Jason Thompson de Crunchyroll notó cómo los personajes obtienen «power-ups» para crear giros en la trama, pero luego dijo que «eran necesarios» por el estilo apocalíptico de la obra.
La adaptación al anime fue bien recibida por la mayoría de críticos; en particular fue elogiado el diseño de los personajes de Kyoji Asano que los hacía más reconocibles que en el manga, y las escenas de acción se beneficiaban de «técnicas de animación controladas» con los movimientos tridimensionales. Sobre la trama, los analistas de Anime News Network proporcionaron críticas variadas; Carl Kimlinger señaló que «[traer] de vuelta el terror del grupo fee-fi-fo-fum [...] no hace un buen show». No obstante, Rebecca Silverman comentó que la serie es «tanto hermosa como horrible a la vista», y «una excelente mezcla de lo que la novelista gótica del siglo XVIII Ann Radcliffe definió como horror versus terror: uno es físico, que te hace querer mirar hacia otro lado, y el otro es intelectual, que te hace querer saber qué pasará luego». Aunque existen varias series de acción apocalíptica, Carlo Santos dijo que «pocas se acercan tanto a la perfección como Shingeki no Kyojin». Asimismo, la describió como «una obra maestra de muerte y destrucción», si bien solo vio el primer episodio. Theron Martin agradeció el «intenso e impactante primer episodio» junto con su banda sonora, pero consideró que tiene una «animación limitada». En su reseña, mencionó que el ambiente y la estética visual del manga es comparable con la de Claymore. Sin embargo, con el estreno de la cuarta temporada del anime, producida por MAPPA, recibió críticas negativas por parte de la audiencia quienes aludieron a un declive de calidad en la animación mostrada, mientras que otros defendieron el trabajo del estudio y agradecieron el esfuerzo invertido de los miembros del estudio.

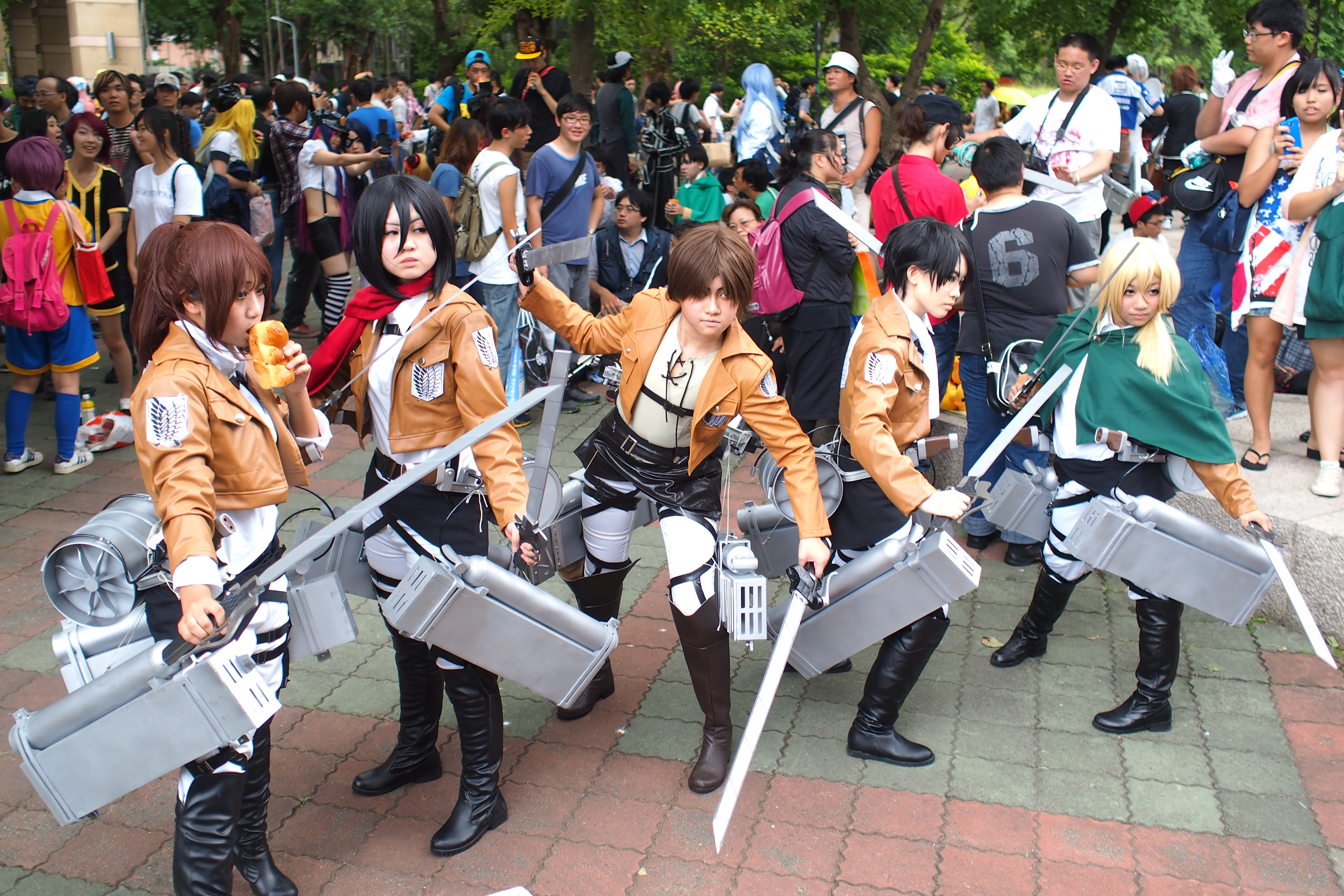
Cosplayers interpretando a los personajes de Shingeki no Kyojin.

En las reseñas de Latinoamérica y España, el sitio Ramen para Dos comentó de forma positiva varios aspectos del manga, como el universo creado por el autor, las escenas de acción, los personajes, y la edición al español publicada por Norma, pero criticó su estilo de dibujo al que calificó como «tosco, casi abocetado, y totalmente plano» y añadió que «los cuerpos resultan totalmente rígidos y artificiales, muchas veces desproporcionadas [...] pueden llegar a confundirse con facilidad dado que mantienen una serie de rasgos semejantes». Por el contrario, el anime fue aclamado por «su calidad de animación, su banda sonora y su fidelidad a la hora de adaptar el manga». La página web En tu pantalla, describió a la serie anime de «adictiva y llena de giros» y como «un anime muy recomendable, tanto si te gustan los animes o si quieres empezar a ver uno por primera vez. Tiene una historia que engancha y una factura impecable». El periódico El País la reconoció como una parte del género shōnen, y elogió sus giros de la trama el cual comparaba con la serie Games of Thrones.
Por otro lado, las películas en acción real recibieron críticas negativas, Kotaku culpó de forma directa los cambios argumentales realizados en relación con el material original que estaban presentes en la película. Pablo López de SDP Noticias criticó la película por «dejar de lado la historia original, su desarrollo plano y excesivamente rápido, sus efectos especiales paupérrimos», concluyó que «no es recomendable ni para fanáticos, ni para el público en general».

### Homenajes
Una versión alternativa de Lisa Simpson apareció con la interpretación de Mikasa Ackerman en el especial de Halloween XXV de la serie animada Los Simpson. En dicho especial, se rindió homenaje a la animación japonesa, con disfraces llevados por la familia amarilla en alusión a personajes del anime. El presidente de Francia, Emmanuel Macron, se reunió con distintos autores reconocidos de manga después de la apertura de los Juegos Olímpicos de Tokio 2020. Macron había pedido —sin éxito— reunirse específicamente con los autores de Demon Slayer —Koyoharu Gotouge— y Hajime Isayama de Shingeki no Kyojin.
El 6 de abril, Weekly Shonen Magazine compartió dos postales en la edición semanal de su revista publicada ese día. Las ilustraciones correspondían a las portadas de los volúmenes 4 y 23 del manga, Hisayama agradeció la publicación con un mensaje en su Twitter. Días antes de la finalización del manga, un grupo de aficionados homenajearon la serie y al estudio Ghibli donde pintaron en murales a varios personajes en las calles de Monterrey (México), y en la capital de ese país. Se plasmaron personajes como Levi Ackerman, Mikasa Ackerman y Eren Jaeger, y otros, orientados en la película El viaje de Chihiro.
El 9 de abril de 2021, el creador de la serie Kanojo, Okarishimasu Reiji Miyajima, reveló una ilustración del personaje Chizuru Mizuhara con el uniforme de la Legión de exploración como forma de homenaje y reconocimiento hacia la serie. Asimismo, el creador de Tokyo Ghoul Sui Ishida, publicó una ilustración sobre el protagonista Eren con un diseño oscuro, particularmente enfocado al estilo de su serie.

### Premios y reconocimientos

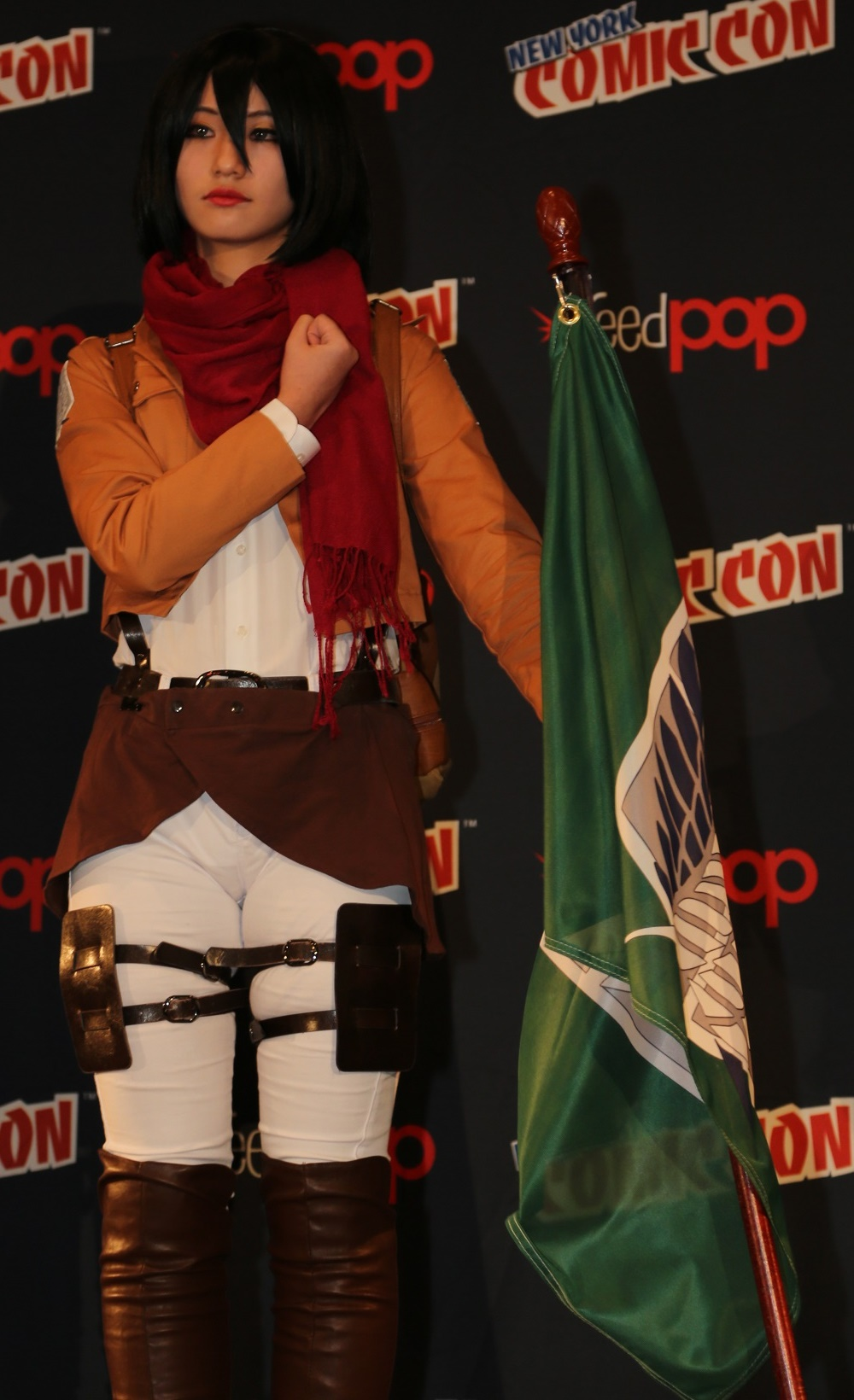
Cosplayer disfrazada como Mikasa Ackerman, uno de los personajes más elogiados por la crítica.

El manga ganó el premio Kōdansha Manga Shō de 2011 en la categoría mejor shōnen. Ese mismo año, fue nominado al Premio Manga Taishō. En 2012, fue nominado en la 16.º Premio Cultural Osamu Tezuka, para luego aparecer también en la edición de 2014. Además, fue elegido Manga del Año en 2013 y 2014 por la revista Da Vinci. En los NewType Anime Awards de 2013 logró cinco premios, como mejor serie animada, mejor estudio para Wit Studio, mejor director (Tetsuro Araki), mejor guionista, mejor música (Sawano) y mejor personaje femenino para Mikasa Ackerman. De igual manera, ganó en la categoría de mejor animación en los 18.ª Premios de Animación Kobe en 2013, y en el Premio Tokio Anime de 2014 se adjudicó el galardón a la mejor serie de TV de 2013. El editor de la revista Weekly Playboy de Shūeisha lo reconoció como el anime que marcó época en 2013.
En Estados Unidos, la división Young Adult de la Asociación de Bibliotecas la incluyó en el primer lugar de su lista de las mejores novelas gráficas para adolescentes de 2013. En 2014, el manga ganó el Premio Harvey al mejor trabajo extranjero. En Francia, los lectores de la revista Animeland lo eligieron como el manga más esperado en la 20.ª edición del Anime Manga Grand Prix de 2012. En la siguiente edición, ganó en las categorías el mejor manga, mejor anime y mejor tema de apertura. En 2013, los lectores de Manga-news lo eligieron como el mejor shōnen del año. En 2014, el primer volumen del manga fue seleccionado en el 41.ª festival internacional de cómics Angoulême. En Italia, el manga recibió el premio Micheluzzi a la mejor obra extranjera en 2014. En mayo de 2019, el episodio 54 titulado «Héroe», perteneciente a la tercera temporada de la serie, alcanzó en su momento la calificación más alta de la historia de la televisión en IMDb, al punto de superar a series como Game of Thrones, Breaking Bad y Lucifer. Como parte de la campaña para promocionar la temporada final del anime, Kodansha puso a la venta una edición de gran tamaño del primer volumen del manga de Shingeki no Kyojin, que fue reconocida por el Libro Guinness de los récords como «el cómic de mayor tamaño jamás publicado».En la encuesta realizada por la cadena de televisión Japonesa TV Asahi para elegir los 100 Mejores mangas de la historia, Shingeki no Kyojin alcanzó el puesto número 6.